# Elezioni amministrative in Italia del 2006
Le elezioni amministrative in Italia del 2006 si sono tenute il 28 e 29 maggio (primo turno) e l'11 e 12 giugno (secondo turno).
A Novara le elezioni sono state rinviate al 4 e 5 giugno; a Cagliari e a Carbonia all'11 e 12 giugno.
In Friuli-Venezia Giulia le elezioni si sono tenute il 9 e 10 aprile (primo turno) e il 23 e 24 aprile (secondo turno).
In Sicilia le elezioni si sono tenute l'11 e 12 giugno (primo turno) e il 25 e 26 giugno (secondo turno).

## Elezioni comunali

### Piemonte

#### Novara
| Candidati                                    | Candidati                   | Voti                        | %     | Liste                 | Voti   | %     | Seggi |
| -------------------------------------------- | --------------------------- | --------------------------- | ----- | --------------------- | ------ | ----- | ----- |
|                                              | Massimo Giordano ✔️ Sindaco | 33.944                      | 60,97 | Lega Nord             | 9.963  | 20,67 | 9     |
| Forza Italia                                 | Massimo Giordano ✔️ Sindaco | 33.944                      | 60,97 | 9.245                 | 19,18  | 9     |       |
| Alleanza Nazionale                           | Massimo Giordano ✔️ Sindaco | 33.944                      | 60,97 | 6.033                 | 12,51  | 5     |       |
| Unione dei Democratici Cristiani e di Centro | Massimo Giordano ✔️ Sindaco | 33.944                      | 60,97 | 2.770                 | 5,75   | 2     |       |
| L'Ambiente                                   | Massimo Giordano ✔️ Sindaco | 33.944                      | 60,97 | 2.020                 | 4,19   | 1     |       |
|                                              | Augusto Ferrari             | 19.557                      | 35,13 | Democratici Popolari  | 6.357  | 13,19 | 6     |
| La Margherita                                | Augusto Ferrari             | 19.557                      | 35,13 | 4.939                 | 10,25  | 5     |       |
| Partito della Rifondazione Comunista         | Augusto Ferrari             | 19.557                      | 35,13 | 1.935                 | 4,01   | 1     |       |
| Rosa nel Pugno                               | Augusto Ferrari             | 19.557                      | 35,13 | 1.040                 | 2,16   | 1     |       |
| Partito dei Comunisti Italiani               | Augusto Ferrari             | 19.557                      | 35,13 | 608                   | 1,26   | -     |       |
| Italia dei Valori                            | Augusto Ferrari             | 19.557                      | 35,13 | 601                   | 1,25   | -     |       |
| Popolari UDEUR                               | Augusto Ferrari             | 19.557                      | 35,13 | 468                   | 0,97   | -     |       |
| Uniti per l'Habitat                          | Augusto Ferrari             | 19.557                      | 35,13 | 179                   | 0,37   | -     |       |
| Seggio al candidato sindaco                  | Seggio al candidato sindaco | Seggio al candidato sindaco | 35,13 | 1                     |        |       |       |
|                                              | Stefano Ferrari             | 859                         | 1,54  | Speranza e Persona    | 820    | 1,70  | -     |
|                                              | Nicola Gullì                | 857                         | 1,54  | Federazione dei Verdi | 701    | 1,45  | -     |
| Orgoglio Novara                              | Nicola Gullì                | 857                         | 1,54  | 88                    | 0,18   | -     |       |
|                                              | Alberto Pacelli             | 459                         | 0,82  | Idee di Futuro        | 441    | 0,91  | -     |
| Totale                                       | Totale                      | 55.676                      | 100   |                       | 48.208 | 100   | 40    |

#### Torino
| Candidati                                    | Candidati                     | Voti                        | %     | Liste                                         | Voti    | %     | Seggi |
| -------------------------------------------- | ----------------------------- | --------------------------- | ----- | --------------------------------------------- | ------- | ----- | ----- |
|                                              | Sergio Chiamparino ✔️ Sindaco | 307.915                     | 66,60 | L'Ulivo                                       | 152.162 | 39,47 | 23    |
| Partito della Rifondazione Comunista         | Sergio Chiamparino ✔️ Sindaco | 307.915                     | 66,60 | 30.254                                        | 7,85    | 4     |       |
| Moderati                                     | Sergio Chiamparino ✔️ Sindaco | 307.915                     | 66,60 | 15.236                                        | 3,95    | 2     |       |
| Partito dei Comunisti Italiani               | Sergio Chiamparino ✔️ Sindaco | 307.915                     | 66,60 | 11.894                                        | 3,09    | 1     |       |
| Rosa nel Pugno                               | Sergio Chiamparino ✔️ Sindaco | 307.915                     | 66,60 | 10.783                                        | 2,80    | 1     |       |
| Federazione dei Verdi                        | Sergio Chiamparino ✔️ Sindaco | 307.915                     | 66,60 | 8.967                                         | 2,33    | 1     |       |
| Italia dei Valori                            | Sergio Chiamparino ✔️ Sindaco | 307.915                     | 66,60 | 7.576                                         | 1,97    | 1     |       |
| Popolari UDEUR                               | Sergio Chiamparino ✔️ Sindaco | 307.915                     | 66,60 | 6.597                                         | 1,71    | -     |       |
| Unione Socialista Riformista                 | Sergio Chiamparino ✔️ Sindaco | 307.915                     | 66,60 | 1.068                                         | 0,28    | -     |       |
| Movimento Repubblicani Europei               | Sergio Chiamparino ✔️ Sindaco | 307.915                     | 66,60 | 696                                           | 0,18    | -     |       |
|                                              | Rocco Buttiglione             | 136.138                     | 29,45 | Forza Italia                                  | 56.319  | 14,61 | 8     |
| Alleanza Nazionale                           | Rocco Buttiglione             | 136.138                     | 29,45 | 32.724                                        | 8,49    | 5     |       |
| Unione dei Democratici Cristiani e di Centro | Rocco Buttiglione             | 136.138                     | 29,45 | 19.391                                        | 5,03    | 2     |       |
| Lega Nord                                    | Rocco Buttiglione             | 136.138                     | 29,45 | 9.549                                         | 2,48    | 1     |       |
| Democrazia Cristiana per le Autonomie        | Rocco Buttiglione             | 136.138                     | 29,45 | 2.229                                         | 0,58    | -     |       |
| Nuovo PSI                                    | Rocco Buttiglione             | 136.138                     | 29,45 | 2.035                                         | 0,53    | -     |       |
| Unione Pensionati                            | Rocco Buttiglione             | 136.138                     | 29,45 | 1.442                                         | 0,37    | -     |       |
| Sì Tav                                       | Rocco Buttiglione             | 136.138                     | 29,45 | 279                                           | 0,07    | -     |       |
| Seggio al candidato sindaco                  | Seggio al candidato sindaco   | Seggio al candidato sindaco | 29,45 | 1                                             |         |       |       |
|                                              | Denis Stefano Martucci        | 9.904                       | 2,14  | Comitato Torino Libera per Franco Buttiglione | 5.000   | 1,30  | -     |
| Fiamma Tricolore                             | Denis Stefano Martucci        | 9.904                       | 2,14  | 1.326                                         | 0,34    | -     |       |
| Immigrati Basta                              | Denis Stefano Martucci        | 9.904                       | 2,14  | 1.026                                         | 0,27    | -     |       |
| Forza Toro                                   | Denis Stefano Martucci        | 9.904                       | 2,14  | 960                                           | 0,25    | -     |       |
| Pensionati e Invalidi                        | Denis Stefano Martucci        | 9.904                       | 2,14  | 785                                           | 0,20    | -     |       |
| No Euro                                      | Denis Stefano Martucci        | 9.904                       | 2,14  | 592                                           | 0,15    | -     |       |
|                                              | Alessandro Lupi               | 4.236                       | 0,92  | Lista Granata per il Filadelfia               | 876     | 0,23  | -     |
| Veri Ambientalisti                           | Alessandro Lupi               | 4.236                       | 0,92  | 669                                           | 0,17    | -     |       |
| Sport e Volontariato                         | Alessandro Lupi               | 4.236                       | 0,92  | 617                                           | 0,16    | -     |       |
| Uniti per il Centrosinistra                  | Alessandro Lupi               | 4.236                       | 0,92  | 562                                           | 0,15    | -     |       |
| Lista delle Donne per le Quote Rosa          | Alessandro Lupi               | 4.236                       | 0,92  | 288                                           | 0,07    | -     |       |
| Uniti per la Pace                            | Alessandro Lupi               | 4.236                       | 0,92  | 244                                           | 0,06    | -     |       |
| Noi Meridionali                              | Alessandro Lupi               | 4.236                       | 0,92  | 221                                           | 0,06    | -     |       |
| Sì ad un Futuro senza Caccia                 | Alessandro Lupi               | 4.236                       | 0,92  | 183                                           | 0,05    | -     |       |
|                                              | Paola Balestra                | 1.439                       | 0,31  | Partito Umanista                              | 739     | 0,19  | -     |
|                                              | Nicola Cassano                | 953                         | 0,21  | La Tua Torino                                 | 803     | 0,21  | -     |
|                                              | Ezio Alessandro Susella       | 779                         | 0,17  | Monarchici Uniti                              | 635     | 0,16  | -     |
|                                              | Carlo Gariglio                | 522                         | 0,11  | Censurato e Libertà                           | 395     | 0,10  | -     |
|                                              | Lorenzo Varaldo               | 445                         | 0,10  | No UE                                         | 358     | 0,09  | -     |
| Totale                                       | Totale                        | 462.331                     | 100   |                                               | 385.480 | 100   | 50    |

### Lombardia

#### Lecco
| Candidati                                    | Candidati                   | Voti                        | %     | Liste                   | Voti   | %     | Seggi |
| -------------------------------------------- | --------------------------- | --------------------------- | ----- | ----------------------- | ------ | ----- | ----- |
|                                              | Antonella Faggi ✔️ Sindaco  | 14.294                      | 53,47 | Forza Italia            | 6.491  | 27,18 | 12    |
| Lega Nord                                    | Antonella Faggi ✔️ Sindaco  | 14.294                      | 53,47 | 3.299                   | 13,81  | 6     |       |
| Alleanza Nazionale                           | Antonella Faggi ✔️ Sindaco  | 14.294                      | 53,47 | 2.271                   | 9,51   | 4     |       |
| Unione dei Democratici Cristiani e di Centro | Antonella Faggi ✔️ Sindaco  | 14.294                      | 53,47 | 1.062                   | 4,45   | 2     |       |
|                                              | Alfredo Marelli             | 10.523                      | 39,37 | Democratici di Sinistra | 3.833  | 16,05 | 7     |
| La Margherita                                | Alfredo Marelli             | 10.523                      | 39,37 | 2.677                   | 11,21  | 4     |       |
| Partito della Rifondazione Comunista         | Alfredo Marelli             | 10.523                      | 39,37 | 1.355                   | 5,67   | 2     |       |
| Federazione dei Verdi                        | Alfredo Marelli             | 10.523                      | 39,37 | 455                     | 1,91   | -     |       |
| Italia dei Valori                            | Alfredo Marelli             | 10.523                      | 39,37 | 454                     | 1,90   | -     |       |
| Rosa nel Pugno                               | Alfredo Marelli             | 10.523                      | 39,37 | 295                     | 1,24   | -     |       |
| Partito dei Comunisti Italiani               | Alfredo Marelli             | 10.523                      | 39,37 | 203                     | 0,85   | -     |       |
| Seggio al candidato sindaco                  | Seggio al candidato sindaco | Seggio al candidato sindaco | 39,37 | 1                       |        |       |       |
|                                              | Carlo Invernizzi            | 1.914                       | 7,16  | Lista Invernizzi        | 1.488  | 6,23  | 2     |
| Totale                                       | Totale                      | 26.731                      | 100   |                         | 23.883 | 100   | 40    |

#### Milano
| Candidati                                    | Candidati                   | Voti                        | %     | Liste                         | Voti    | %     | Seggi |
| -------------------------------------------- | --------------------------- | --------------------------- | ----- | ----------------------------- | ------- | ----- | ----- |
|                                              | Letizia Moratti ✔️ Sindaco  | 353.410                     | 51,97 | Forza Italia                  | 194.995 | 32,22 | 24    |
| Alleanza Nazionale                           | Letizia Moratti ✔️ Sindaco  | 353.410                     | 51,97 | 51.801                        | 8,56    | 6     |       |
| Lista Letizia Moratti                        | Letizia Moratti ✔️ Sindaco  | 353.410                     | 51,97 | 30.781                        | 5,09    | 3     |       |
| Lega Nord                                    | Letizia Moratti ✔️ Sindaco  | 353.410                     | 51,97 | 22.702                        | 3,75    | 2     |       |
| Unione dei Democratici Cristiani e di Centro | Letizia Moratti ✔️ Sindaco  | 353.410                     | 51,97 | 14.713                        | 2,43    | 1     |       |
| Pensioni e Lavoro                            | Letizia Moratti ✔️ Sindaco  | 353.410                     | 51,97 | 3.537                         | 0,58    | -     |       |
| Democrazia Cristiana per le Autonomie        | Letizia Moratti ✔️ Sindaco  | 353.410                     | 51,97 | 2.560                         | 0,42    | -     |       |
| Azione Sociale                               | Letizia Moratti ✔️ Sindaco  | 353.410                     | 51,97 | 2.305                         | 0,38    | -     |       |
| Fiamma Tricolore                             | Letizia Moratti ✔️ Sindaco  | 353.410                     | 51,97 | 1.634                         | 0,27    | -     |       |
| Giovani per Milano                           | Letizia Moratti ✔️ Sindaco  | 353.410                     | 51,97 | 1.418                         | 0,23    | -     |       |
| Nuovo PSI                                    | Letizia Moratti ✔️ Sindaco  | 353.410                     | 51,97 | 920                           | 0,15    | -     |       |
| Pensionati e Invalidi                        | Letizia Moratti ✔️ Sindaco  | 353.410                     | 51,97 | 879                           | 0,15    | -     |       |
| S.O.S. Italia                                | Letizia Moratti ✔️ Sindaco  | 353.410                     | 51,97 | 230                           | 0,04    | -     |       |
|                                              | Bruno Ferrante              | 319.487                     | 46,98 | L'Ulivo                       | 133.315 | 22,03 | 14    |
| Lista Ferrante                               | Bruno Ferrante              | 319.487                     | 46,98 | 45.501                        | 7,52    | 4     |       |
| Partito della Rifondazione Comunista         | Bruno Ferrante              | 319.487                     | 46,98 | 25.252                        | 4,17    | 2     |       |
| Federazione dei Verdi                        | Bruno Ferrante              | 319.487                     | 46,98 | 20.346                        | 3,36    | 2     |       |
| Uniti con Dario Fo                           | Bruno Ferrante              | 319.487                     | 46,98 | 12.821                        | 2,12    | 1     |       |
| Partito dei Comunisti Italiani               | Bruno Ferrante              | 319.487                     | 46,98 | 9.345                         | 1,54    | -     |       |
| Italia dei Valori                            | Bruno Ferrante              | 319.487                     | 46,98 | 8.843                         | 1,46    | -     |       |
| Rosa nel Pugno                               | Bruno Ferrante              | 319.487                     | 46,98 | 8.563                         | 1,41    | -     |       |
| Partito Pensionati                           | Bruno Ferrante              | 319.487                     | 46,98 | 3.654                         | 0,60    | -     |       |
| Popolari UDEUR                               | Bruno Ferrante              | 319.487                     | 46,98 | 1.989                         | 0,33    | -     |       |
| Lista Consumatori                            | Bruno Ferrante              | 319.487                     | 46,98 | 603                           | 0,10    | -     |       |
| Seggio al candidato sindaco                  | Seggio al candidato sindaco | Seggio al candidato sindaco | 46,98 | 1                             |         |       |       |
|                                              | Giorgio Ballabio            | 1.329                       | 0,20  | La Tua Milano                 | 1.323   | 0,22  | -     |
|                                              | Cesare Fracca               | 1.220                       | 0,18  | Vivere Milano                 | 1.169   | 0,19  | -     |
|                                              | Gabriele Pagliuzzi          | 1.187                       | 0,17  | Destra Liberale               | 800     | 0,13  | -     |
| Europa Federale                              | Gabriele Pagliuzzi          | 1.187                       | 0,17  | 135                           | 0,02    | -     |       |
|                                              | Ambrogio Crespi             | 1.086                       | 0,16  | Socialisti Liberaldemocratici | 514     | 0,08  | -     |
| No ICI                                       | Ambrogio Crespi             | 1.086                       | 0,16  | 339                           | 0,06    | -     |       |
|                                              | Valerio Colombo             | 752                         | 0,11  | Partito Umanista              | 696     | 0,12  | -     |
|                                              | Alberto Beniamino Saiabene  | 676                         | 0,10  | Questa è Una Città            | 690     | 0,11  | -     |
|                                              | Sante Gaiardoni             | 523                         | 0,08  | Lista Sante Gaiardoni         | 435     | 0,07  | -     |
|                                              | Pietro Vangeli              | 392                         | 0,06  | Lista Comunista               | 370     | 0,06  | -     |
| Totale                                       | Totale                      | 680.062                     | 100   |                               | 605.178 | 100   | 60    |

#### Varese
| Candidati                                    | Candidati                   | Voti                        | %     | Liste                      | Voti   | %     | Seggi |
| -------------------------------------------- | --------------------------- | --------------------------- | ----- | -------------------------- | ------ | ----- | ----- |
|                                              | Attilio Fontana ✔️ Sindaco  | 25.039                      | 57,77 | Forza Italia               | 9.716  | 25,64 | 11    |
| Lega Nord                                    | Attilio Fontana ✔️ Sindaco  | 25.039                      | 57,77 | 7.475                      | 19,72  | 8     |       |
| Unione dei Democratici Cristiani e di Centro | Attilio Fontana ✔️ Sindaco  | 25.039                      | 57,77 | 2.606                      | 6,88   | 3     |       |
| Alleanza Nazionale                           | Attilio Fontana ✔️ Sindaco  | 25.039                      | 57,77 | 2.558                      | 6,75   | 2     |       |
|                                              | Antonio Conte               | 15.574                      | 35,93 | Democratici di Sinistra    | 5.678  | 14,98 | 7     |
| La Margherita                                | Antonio Conte               | 15.574                      | 35,93 | 3.208                      | 8,46   | 4     |       |
| Partito dei Comunisti Italiani               | Antonio Conte               | 15.574                      | 35,93 | 1.140                      | 3,01   | 1     |       |
| Partito della Rifondazione Comunista         | Antonio Conte               | 15.574                      | 35,93 | 1.059                      | 2,79   | 1     |       |
| Rosa nel Pugno                               | Antonio Conte               | 15.574                      | 35,93 | 758                        | 2,00   | -     |       |
| Federazione dei Verdi                        | Antonio Conte               | 15.574                      | 35,93 | 579                        | 1,53   | -     |       |
| Italia dei Valori                            | Antonio Conte               | 15.574                      | 35,93 | 509                        | 1,34   | -     |       |
| Uniti per Varese                             | Antonio Conte               | 15.574                      | 35,93 | 312                        | 0,82   | -     |       |
| Seggio al candidato sindaco                  | Seggio al candidato sindaco | Seggio al candidato sindaco | 35,93 | 1                          |        |       |       |
|                                              | Alessio Nicoletti           | 2.083                       | 4,81  | Movimento Libero           | 1.799  | 4,75  | 2     |
|                                              | Ferdinando Parisi           | 574                         | 1,32  | Italia Futura per l'Europa | 443    | 1,17  | -     |
|                                              | Giuseppe Ligotti            | 71                          | 0,16  | Europa Federale            | 58     | 0,15  | -     |
| Totale                                       | Totale                      | 43.341                      | 100   |                            | 37.898 | 100   | 40    |

### Veneto

#### Belluno
| Candidati                                                  | Candidati                                 | Voti                        | %     | Liste                                        | Voti   | %     | Seggi |
| ---------------------------------------------------------- | ----------------------------------------- | --------------------------- | ----- | -------------------------------------------- | ------ | ----- | ----- |
|                                                            | Celeste Bortoluzzi Accede al ballottaggio | 9.362                       | 45,48 | Forza Italia                                 | 2.984  | 16,61 | 9     |
| Lega Nord                                                  | Celeste Bortoluzzi Accede al ballottaggio | 9.362                       | 45,48 | 1.406                                        | 7,83   | 4     |       |
| Polo Autonomista                                           | Celeste Bortoluzzi Accede al ballottaggio | 9.362                       | 45,48 | 1.351                                        | 7,52   | 4     |       |
| Miglioriamo Belluno                                        | Celeste Bortoluzzi Accede al ballottaggio | 9.362                       | 45,48 | 1.240                                        | 6,90   | 4     |       |
| Alleanza Nazionale                                         | Celeste Bortoluzzi Accede al ballottaggio | 9.362                       | 45,48 | 1.111                                        | 6,18   | 3     |       |
|                                                            | Ermano De Col Accede al ballottaggio      | 8.327                       | 40,46 | Democratici di Sinistra - Lista civica       | 2.822  | 15,71 | 5     |
| La Margherita                                              | Ermano De Col Accede al ballottaggio      | 8.327                       | 40,46 | 2.686                                        | 14,95  | 5     |       |
| Riformisti Socialisti                                      | Ermano De Col Accede al ballottaggio      | 8.327                       | 40,46 | 965                                          | 5,37   | 1     |       |
| Partito della Rifondazione Comunista                       | Ermano De Col Accede al ballottaggio      | 8.327                       | 40,46 | 894                                          | 4,98   | 1     |       |
| Verdi - Partito dei Comunisti Italiani - Italia dei Valori | Ermano De Col Accede al ballottaggio      | 8.327                       | 40,46 | 261                                          | 1,45   | -     |       |
| Seggio al candidato sindaco                                | Seggio al candidato sindaco               | Seggio al candidato sindaco | 40,46 | 1                                            |        |       |       |
|                                                            | Celeste Balcon                            | 1.587                       | 7,71  | Patto per Belluno (A)                        | 1.272  | 7,08  | 2     |
|                                                            | Eugenio Colleselli                        | 1.307                       | 6,35  | Unione dei Democratici Cristiani e di Centro | 973    | 5,42  | 1     |
| Totale                                                     | Totale                                    | 20.583                      | 100   |                                              | 17.965 | 100   | 40    |

- La lista contrassegnata con la lettera A è apparentata al secondo turno con il candidato sindaco Ermano De Col.

Ballottaggio
| Candidati | Candidati                     | Voti   | %      |
| --------- | ----------------------------- | ------ | ------ |
|           | Celeste Bortoluzzi ✔️ Sindaco | 10.332 | 53,74  |
|           | Ermano De Col                 | 8.894  | 46,26  |
| Totale    | Totale                        | 19.226 | 100,00 |

#### Rovigo
| Candidati                                    | Candidati                               | Voti                        | %     | Liste                       | Voti   | %     | Seggi |
| -------------------------------------------- | --------------------------------------- | --------------------------- | ----- | --------------------------- | ------ | ----- | ----- |
|                                              | Paolo Avezzù Accede al ballottaggio     | 13.668                      | 44,54 | Forza Italia                | 6.022  | 21,16 | 6     |
| Alleanza Nazionale                           | Paolo Avezzù Accede al ballottaggio     | 13.668                      | 44,54 | 2.337                       | 8,21   | 3     |       |
| Unione dei Democratici Cristiani e di Centro | Paolo Avezzù Accede al ballottaggio     | 13.668                      | 44,54 | 2.247                       | 7,89   | 2     |       |
| Lega Nord                                    | Paolo Avezzù Accede al ballottaggio     | 13.668                      | 44,54 | 1.663                       | 5,84   | 2     |       |
| Destra per Rovigo                            | Paolo Avezzù Accede al ballottaggio     | 13.668                      | 44,54 | 295                         | 1,04   | -     |       |
| Nuovo PSI                                    | Paolo Avezzù Accede al ballottaggio     | 13.668                      | 44,54 | 217                         | 0,76   | -     |       |
| Democrazia Cristiana per le Autonomie        | Paolo Avezzù Accede al ballottaggio     | 13.668                      | 44,54 | 126                         | 0,44   | -     |       |
| Seggio al candidato sindaco                  | Seggio al candidato sindaco             | Seggio al candidato sindaco | 44,54 | 1                           |        |       |       |
|                                              | Fausto Merchiori Accede al ballottaggio | 12.682                      | 41,32 | Democratici di Sinistra     | 4.460  | 15,67 | 9     |
| La Margherita                                | Fausto Merchiori Accede al ballottaggio | 12.682                      | 41,32 | 3.504                       | 12,31  | 7     |       |
| Partito della Rifondazione Comunista         | Fausto Merchiori Accede al ballottaggio | 12.682                      | 41,32 | 1.157                       | 4,06   | 2     |       |
| I Socialisti                                 | Fausto Merchiori Accede al ballottaggio | 12.682                      | 41,32 | 1.127                       | 3,96   | 2     |       |
| Federazione dei Verdi                        | Fausto Merchiori Accede al ballottaggio | 12.682                      | 41,32 | 490                         | 1,72   | 1     |       |
| Partito dei Comunisti Italiani               | Fausto Merchiori Accede al ballottaggio | 12.682                      | 41,32 | 417                         | 1,46   | -     |       |
|                                              | Giancarlo Moschin                       | 1.083                       | 3,53  | Rosa nel Pugno (A)          | 1.186  | 4,17  | 2     |
|                                              | Albertino Stocco                        | 1.074                       | 3,50  | Lista Albertino Stocco      | 611    | 2,15  | -     |
| Veneto per il PPE                            | Albertino Stocco                        | 1.074                       | 3,50  | 487                         | 1,71   | -     |       |
| Seggio al candidato sindaco                  | Seggio al candidato sindaco             | Seggio al candidato sindaco | 3,50  | 1                           |        |       |       |
|                                              | Alberto Magaraggia                      | 1.074                       | 3,50  | Lista Civica Magaraggia (B) | 956    | 3,36  | 1     |
|                                              | Giuseppe Osti                           | 848                         | 2,76  | Civica pro Rovigo (C)       | 916    | 3,22  | 1     |
|                                              | Massimo Ghiotto                         | 261                         | 0,85  | La Tua Rovigo               | 247    | 0,87  | -     |
| Totale                                       | Totale                                  | 30.690                      | 100   |                             | 28.465 | 100   | 40    |

- Le liste contrassegnate con le lettere A e C sono apparentate al secondo turno con il candidato sindaco Fausto Merchiori.
- La lista contrassegnata con la lettera B è apparentata al secondo turno con il candidato sindaco Paolo Avezzù.

Ballottaggio
| Candidati | Candidati                   | Voti   | %      |
| --------- | --------------------------- | ------ | ------ |
|           | Fausto Merchiori ✔️ Sindaco | 14.605 | 50,03  |
|           | Paolo Avezzù                | 14.590 | 49,97  |
| Totale    | Totale                      | 29.195 | 100,00 |

### Friuli-Venezia Giulia

#### Pordenone
| Candidati                                    | Candidati                    | Voti                        | %     | Liste                                | Voti   | %     | Seggi |
| -------------------------------------------- | ---------------------------- | --------------------------- | ----- | ------------------------------------ | ------ | ----- | ----- |
|                                              | Sergio Bolzonello ✔️ Sindaco | 21.088                      | 64,51 | Il Fiume                             | 9.955  | 34,42 | 15    |
| La Margherita                                | Sergio Bolzonello ✔️ Sindaco | 21.088                      | 64,51 | 3.167                                | 10,95  | 4     |       |
| Democratici di Sinistra                      | Sergio Bolzonello ✔️ Sindaco | 21.088                      | 64,51 | 2.710                                | 9,37   | 4     |       |
| Vivo Pordenone                               | Sergio Bolzonello ✔️ Sindaco | 21.088                      | 64,51 | 2.287                                | 7,91   | 3     |       |
|                                              | Giuseppe Pedicini            | 10.019                      | 30,65 | Forza Italia                         | 4.496  | 15,54 | 7     |
| Alleanza Nazionale                           | Giuseppe Pedicini            | 10.019                      | 30,65 | 1.933                                | 6,68   | 3     |       |
| Lega Nord                                    | Giuseppe Pedicini            | 10.019                      | 30,65 | 1.559                                | 5,39   | 2     |       |
| Unione dei Democratici Cristiani e di Centro | Giuseppe Pedicini            | 10.019                      | 30,65 | 629                                  | 2,17   | -     |       |
| Identità Pordenone                           | Giuseppe Pedicini            | 10.019                      | 30,65 | 622                                  | 2,15   | -     |       |
| Democrazia Cristiana per le Autonomie        | Giuseppe Pedicini            | 10.019                      | 30,65 | 138                                  | 0,48   | -     |       |
| Seggio al candidato sindaco                  | Seggio al candidato sindaco  | Seggio al candidato sindaco | 30,65 | 1                                    |        |       |       |
|                                              | Monia Giacomini              | 938                         | 2,87  | Partito della Rifondazione Comunista | 593    | 2,05  | -     |
| Verdi - Partito dei Comunisti Italiani       | Monia Giacomini              | 938                         | 2,87  | 273                                  | 0,94   | -     |       |
| Seggio al candidato sindaco                  | Seggio al candidato sindaco  | Seggio al candidato sindaco | 2,87  | 1                                    |        |       |       |
|                                              | Walter De Bortoli            | 642                         | 1,96  | Rosa nel Pugno                       | 436    | 1,51  | -     |
| Uniti al Centro (DC - UDEUR)                 | Walter De Bortoli            | 642                         | 1,96  | 128                                  | 0,44   | -     |       |
| Totale                                       | Totale                       | 32.687                      |       |                                      | 28.926 |       | 40    |

Fonti: Candidati - Liste - Seggi

#### Trieste
| Candidati                                    | Candidati                               | Voti                        | %     | Liste                | Voti    | %     | Seggi |
| -------------------------------------------- | --------------------------------------- | --------------------------- | ----- | -------------------- | ------- | ----- | ----- |
|                                              | Roberto Dipiazza Accede al ballottaggio | 66.138                      | 48,63 | Forza Italia         | 22.140  | 18,85 | 10    |
| Alleanza Nazionale                           | Roberto Dipiazza Accede al ballottaggio | 66.138                      | 48,63 | 16.194               | 13,79   | 7     |       |
| Dipiazza Sindaco                             | Roberto Dipiazza Accede al ballottaggio | 66.138                      | 48,63 | 11.875               | 10,11   | 5     |       |
| Unione dei Democratici Cristiani e di Centro | Roberto Dipiazza Accede al ballottaggio | 66.138                      | 48,63 | 2.836                | 2,41    | 1     |       |
| Partito Repubblicano Italiano                | Roberto Dipiazza Accede al ballottaggio | 66.138                      | 48,63 | 2.390                | 2,03    | 1     |       |
| Lega Nord                                    | Roberto Dipiazza Accede al ballottaggio | 66.138                      | 48,63 | 1.652                | 1,41    | -     |       |
| Lista per Trieste                            | Roberto Dipiazza Accede al ballottaggio | 66.138                      | 48,63 | 1.027                | 0,87    | -     |       |
|                                              | Ettore Rosato Accede al ballottaggio    | 65.710                      | 48,32 | La Margherita        | 17.662  | 15,04 | 6     |
| Democratici di Sinistra                      | Ettore Rosato Accede al ballottaggio    | 65.710                      | 48,32 | 12.603               | 10,73   | 4     |       |
| Cittadini per Trieste                        | Ettore Rosato Accede al ballottaggio    | 65.710                      | 48,32 | 6.026                | 5,13    | 2     |       |
| Partito della Rifondazione Comunista         | Ettore Rosato Accede al ballottaggio    | 65.710                      | 48,32 | 5.393                | 4,59    | 2     |       |
| Federazione dei Verdi                        | Ettore Rosato Accede al ballottaggio    | 65.710                      | 48,32 | 2.654                | 2,26    | 1     |       |
| Primo Rovis                                  | Ettore Rosato Accede al ballottaggio    | 65.710                      | 48,32 | 2.594                | 2,21    | -     |       |
| Rosa nel Pugno                               | Ettore Rosato Accede al ballottaggio    | 65.710                      | 48,32 | 2.167                | 1,84    | -     |       |
| Partito dei Comunisti Italiani               | Ettore Rosato Accede al ballottaggio    | 65.710                      | 48,32 | 2.158                | 1,84    | -     |       |
| Italia dei Valori                            | Ettore Rosato Accede al ballottaggio    | 65.710                      | 48,32 | 1.511                | 1,29    | -     |       |
| Partito Pensionati                           | Ettore Rosato Accede al ballottaggio    | 65.710                      | 48,32 | 1.378                | 1,17    | -     |       |
| Popolari UDEUR                               | Ettore Rosato Accede al ballottaggio    | 65.710                      | 48,32 | 827                  | 0,70    | -     |       |
| Nuovo PSI                                    | Ettore Rosato Accede al ballottaggio    | 65.710                      | 48,32 | 383                  | 0,33    | -     |       |
| Seggio al candidato sindaco                  | Seggio al candidato sindaco             | Seggio al candidato sindaco | 48,32 | 1                    |         |       |       |
|                                              | Alberto Mazzi                           | 1.161                       | 0,85  | Futuro per Trieste   | 1.148   | 0,98  | -     |
|                                              | Manlio Portolan                         | 756                         | 0,56  | Fronte Nazionale     | 744     | 0,63  | -     |
|                                              | Sabrina Castro                          | 749                         | 0,55  | Democrazia Cristiana | 733     | 0,62  | -     |
|                                              | Maurizio Fogar                          | 725                         | 0,53  | La Tua Trieste       | 688     | 0,59  | -     |
|                                              | Laura Tamburini                         | 551                         | 0,41  | Progetto NordEst     | 495     | 0,42  | -     |
|                                              | Dino Mancarella                         | 201                         | 0,15  | Partito Umanista     | 180     | 0,15  | -     |
| Totale                                       | Totale                                  | 135.991                     |       |                      | 117.458 |       | 40    |

Ballottaggio
| Candidati | Candidati        | Voti | % |
| --------- | ---------------- | ---- | - |
|           | Roberto Dipiazza |      |   |
|           | Ettore Rosato    |      |   |
| Totale    |                  |      |   |

Fonti: Candidati - Liste - Ballottaggio - Seggi

### Liguria

#### Savona
| Candidati                                    | Candidati                   | Voti                        | %     | Liste                   | Voti   | %     | Seggi |
| -------------------------------------------- | --------------------------- | --------------------------- | ----- | ----------------------- | ------ | ----- | ----- |
|                                              | Federico Berruti ✔️ Sindaco | 21.142                      | 59,52 | Democratici di Sinistra | 8.964  | 27,20 | 13    |
| La Margherita                                | Federico Berruti ✔️ Sindaco | 21.142                      | 59,52 | 3.106                   | 9,42   | 4     |       |
| Rosa nel Pugno                               | Federico Berruti ✔️ Sindaco | 21.142                      | 59,52 | 2.687                   | 8,15   | 4     |       |
| Partito della Rifondazione Comunista         | Federico Berruti ✔️ Sindaco | 21.142                      | 59,52 | 2.020                   | 6,13   | 3     |       |
| Gente della Liguria                          | Federico Berruti ✔️ Sindaco | 21.142                      | 59,52 | 1.057                   | 3,21   | 1     |       |
| Partito dei Comunisti Italiani               | Federico Berruti ✔️ Sindaco | 21.142                      | 59,52 | 667                     | 2,02   | 1     |       |
| Popolari UDEUR - Lista civica                | Federico Berruti ✔️ Sindaco | 21.142                      | 59,52 | 608                     | 1,84   | -     |       |
| Federazione dei Verdi                        | Federico Berruti ✔️ Sindaco | 21.142                      | 59,52 | 592                     | 1,80   | -     |       |
| Italia dei Valori                            | Federico Berruti ✔️ Sindaco | 21.142                      | 59,52 | 562                     | 1,71   | -     |       |
|                                              | Vincenzo Delfino            | 11.338                      | 31,92 | Forza Italia            | 5.122  | 15,54 | 7     |
| Unione dei Democratici Cristiani e di Centro | Vincenzo Delfino            | 11.338                      | 31,92 | 2.084                   | 6,32   | 2     |       |
| Alleanza Nazionale                           | Vincenzo Delfino            | 11.338                      | 31,92 | 1.567                   | 4,75   | 2     |       |
| Delfino Sindaco                              | Vincenzo Delfino            | 11.338                      | 31,92 | 1.081                   | 3,28   | 1     |       |
| Lega Nord                                    | Vincenzo Delfino            | 11.338                      | 31,92 | 507                     | 1,54   | -     |       |
| Fiamma Tricolore                             | Vincenzo Delfino            | 11.338                      | 31,92 | 215                     | 0,65   | -     |       |
| Seggio al candidato sindaco                  | Seggio al candidato sindaco | Seggio al candidato sindaco | 31,92 | 1                       |        |       |       |
|                                              | Patrizia Turchi             | 1.928                       | 5,43  | Sinistra per Savona     | 999    | 3,03  | -     |
| Partito Pensionati                           | Patrizia Turchi             | 1.928                       | 5,43  | 214                     | 0,65   | -     |       |
| Seggio al candidato sindaco                  | Seggio al candidato sindaco | Seggio al candidato sindaco | 5,43  | 1                       |        |       |       |
|                                              | Domenico Buscaglia          | 1.114                       | 3,14  | Noi per Savona          | 909    | 2,76  | -     |
| Totale                                       | Totale                      | 35.522                      |       |                         | 32.961 |       | 40    |

### Emilia-Romagna

#### Ravenna
| Candidati                              | Candidati                     | Voti                        | %     | Liste                      | Voti   | %     | Seggi |
| -------------------------------------- | ----------------------------- | --------------------------- | ----- | -------------------------- | ------ | ----- | ----- |
|                                        | Fabrizio Matteucci ✔️ Sindaco | 58.263                      | 68,94 | L'Ulivo                    | 40.225 | 49,92 | 24    |
| Partito Repubblicano Italiano          | Fabrizio Matteucci ✔️ Sindaco | 58.263                      | 68,94 | 4.905                      | 6,09   | 2     |       |
| Partito della Rifondazione Comunista   | Fabrizio Matteucci ✔️ Sindaco | 58.263                      | 68,94 | 3.515                      | 4,36   | 2     |       |
| Partito dei Comunisti Italiani         | Fabrizio Matteucci ✔️ Sindaco | 58.263                      | 68,94 | 2.785                      | 3,46   | 1     |       |
| Federazione dei Verdi                  | Fabrizio Matteucci ✔️ Sindaco | 58.263                      | 68,94 | 1.605                      | 1,99   | -     |       |
| Italia dei Valori                      | Fabrizio Matteucci ✔️ Sindaco | 58.263                      | 68,94 | 1.062                      | 1,32   | -     |       |
| Rosa nel Pugno                         | Fabrizio Matteucci ✔️ Sindaco | 58.263                      | 68,94 | 1.024                      | 1,27   | -     |       |
| Lista Consumatori - Partito Pensionati | Fabrizio Matteucci ✔️ Sindaco | 58.263                      | 68,94 | 528                        | 0,66   | -     |       |
|                                        | Gianfranco Spadoni            | 18.671                      | 22,09 | Forza Italia               | 11.523 | 14,30 | 5     |
| Lista per Ravenna                      | Gianfranco Spadoni            | 18.671                      | 22,09 | 6.167                      | 7,65   | 3     |       |
| Seggio al candidato sindaco            | Seggio al candidato sindaco   | Seggio al candidato sindaco | 22,09 | 1                          |        |       |       |
|                                        | Sergio Covato                 | 5.155                       | 6,10  | Alleanza Nazionale         | 4.986  | 6,19  | 2     |
|                                        | Patrizia Zaffagnini           | 1.323                       | 1,57  | Lega Nord                  | 1.235  | 1,53  | -     |
|                                        | Gabriele Agostini             | 931                         | 1,10  | Comitato Cittadino Mariola | 873    | 1,08  | -     |
|                                        | Alberto Magnani               | 172                         | 0,20  | L'Unicorno                 | 149    | 0,18  | -     |
| Totale                                 | Totale                        | 84.515                      |       |                            | 80.582 |       | 40    |

#### Rimini
| Candidati                                              | Candidati                   | Voti                        | %     | Liste                           | Voti   | %     | Seggi |
| ------------------------------------------------------ | --------------------------- | --------------------------- | ----- | ------------------------------- | ------ | ----- | ----- |
|                                                        | Alberto Ravaioli ✔️ Sindaco | 36.878                      | 51,09 | L'Ulivo                         | 24.785 | 37,30 | 19    |
| Italia dei Valori                                      | Alberto Ravaioli ✔️ Sindaco | 36.878                      | 51,09 | 2.910                           | 4,38   | 2     |       |
| Partito della Rifondazione Comunista                   | Alberto Ravaioli ✔️ Sindaco | 36.878                      | 51,09 | 2.510                           | 3,78   | 1     |       |
| Partito dei Comunisti Italiani                         | Alberto Ravaioli ✔️ Sindaco | 36.878                      | 51,09 | 1.828                           | 2,75   | 1     |       |
| Federazione dei Verdi                                  | Alberto Ravaioli ✔️ Sindaco | 36.878                      | 51,09 | 1.583                           | 2,38   | 1     |       |
| UDEUR - Consumatori - Pensionati                       | Alberto Ravaioli ✔️ Sindaco | 36.878                      | 51,09 | 430                             | 0,65   | -     |       |
| Partito Socialista Democratico Italiano - I Socialisti | Alberto Ravaioli ✔️ Sindaco | 36.878                      | 51,09 | 177                             | 0,27   | -     |       |
|                                                        | Alberto Bucci               | 29.030                      | 40,21 | Forza Italia                    | 12.128 | 18,25 | 7     |
| Alleanza Nazionale                                     | Alberto Bucci               | 29.030                      | 40,21 | 10.113                          | 15,22  | 5     |       |
| Unione dei Democratici Cristiani e di Centro           | Alberto Bucci               | 29.030                      | 40,21 | 2.267                           | 3,41   | 1     |       |
| Rimini Nuova                                           | Alberto Bucci               | 29.030                      | 40,21 | 1.483                           | 2,23   | -     |       |
| Lega Nord                                              | Alberto Bucci               | 29.030                      | 40,21 | 722                             | 1,09   | -     |       |
| Seggio al candidato sindaco                            | Seggio al candidato sindaco | Seggio al candidato sindaco | 40,21 | 1                               |        |       |       |
|                                                        | Renato Capacci              | 3.282                       | 4,55  | Rimini Riformista               | 2.835  | 4,27  | 1     |
|                                                        | Stefano Casadei             | 2.312                       | 3,20  | Rosa nel Pugno                  | 2.044  | 3,08  | 1     |
|                                                        | Riccardo Cirri              | 465                         | 0,64  | Fiamma Tricolore                | 443    | 0,67  | -     |
|                                                        | Eugenio Giulianelli         | 222                         | 0,31  | Federalisti Democratici Europei | 185    | 0,28  | -     |
| Totale                                                 | Totale                      | 72.189                      |       |                                 | 66.443 |       | 40    |

### Toscana

#### Arezzo
| Candidati                                    | Candidati                   | Voti                        | %     | Liste                                 | Voti   | %     | Seggi |
| -------------------------------------------- | --------------------------- | --------------------------- | ----- | ------------------------------------- | ------ | ----- | ----- |
|                                              | Giuseppe Fanfani ✔️ Sindaco | 33.291                      | 59,21 | Democratici di Sinistra               | 13.274 | 26,53 | 12    |
| La Margherita                                | Giuseppe Fanfani ✔️ Sindaco | 33.291                      | 59,21 | 6.830                                 | 13,65  | 6     |       |
| Partito della Rifondazione Comunista         | Giuseppe Fanfani ✔️ Sindaco | 33.291                      | 59,21 | 3.989                                 | 7,97   | 3     |       |
| Città Aperta                                 | Giuseppe Fanfani ✔️ Sindaco | 33.291                      | 59,21 | 1.518                                 | 3,03   | 1     |       |
| Rosa nel Pugno                               | Giuseppe Fanfani ✔️ Sindaco | 33.291                      | 59,21 | 1.513                                 | 3,02   | 1     |       |
| Federazione dei Verdi                        | Giuseppe Fanfani ✔️ Sindaco | 33.291                      | 59,21 | 1.286                                 | 2,57   | 1     |       |
| Partito dei Comunisti Italiani               | Giuseppe Fanfani ✔️ Sindaco | 33.291                      | 59,21 | 1.019                                 | 2,04   | -     |       |
| Italia dei Valori                            | Giuseppe Fanfani ✔️ Sindaco | 33.291                      | 59,21 | 391                                   | 0,78   | -     |       |
|                                              | Rossella Angiolini          | 22.386                      | 39,81 | Forza Italia                          | 10.561 | 21,10 | 8     |
| Alleanza Nazionale                           | Rossella Angiolini          | 22.386                      | 39,81 | 6.283                                 | 12,56  | 5     |       |
| Unione dei Democratici Cristiani e di Centro | Rossella Angiolini          | 22.386                      | 39,81 | 2.468                                 | 4,93   | 2     |       |
| Lega Nord                                    | Rossella Angiolini          | 22.386                      | 39,81 | 483                                   | 0,97   | -     |       |
| Seggio al candidato sindaco                  | Seggio al candidato sindaco | Seggio al candidato sindaco | 39,81 | 1                                     |        |       |       |
|                                              | Giancarlo Giusti            | 319                         | 0,57  | Democrazia Cristiana per le Autonomie | 261    | 0,52  | -     |
|                                              | Giuliano Becucci            | 232                         | 0,41  | Movimento Autonomista Toscano         | 166    | 0,33  | -     |
| Totale                                       | Totale                      | 56.228                      |       |                                       | 50.042 |       | 40    |

#### Grosseto
| Candidati                                    | Candidati                   | Voti                        | %     | Liste                          | Voti   | %     | Seggi |
| -------------------------------------------- | --------------------------- | --------------------------- | ----- | ------------------------------ | ------ | ----- | ----- |
|                                              | Emilio Bonifazi ✔️ Sindaco  | 24.452                      | 51,82 | Democratici di Sinistra        | 11.770 | 27,32 | 14    |
| La Margherita                                | Emilio Bonifazi ✔️ Sindaco  | 24.452                      | 51,82 | 4.618                          | 10,72  | 5     |       |
| Partito della Rifondazione Comunista         | Emilio Bonifazi ✔️ Sindaco  | 24.452                      | 51,82 | 2.245                          | 5,21   | 2     |       |
| Laici Socialisti e Repubblicani              | Emilio Bonifazi ✔️ Sindaco  | 24.452                      | 51,82 | 1.994                          | 4,63   | 2     |       |
| Partito dei Comunisti Italiani               | Emilio Bonifazi ✔️ Sindaco  | 24.452                      | 51,82 | 1.093                          | 2,54   | 1     |       |
| Italia dei Valori - Verdi                    | Emilio Bonifazi ✔️ Sindaco  | 24.452                      | 51,82 | 595                            | 1,38   | -     |       |
|                                              | Gabriele Bellettini         | 17.571                      | 37,24 | Forza Italia                   | 6.403  | 14,86 | 6     |
| Alleanza Nazionale                           | Gabriele Bellettini         | 17.571                      | 37,24 | 6.198                          | 14,38  | 5     |       |
| Unione dei Democratici Cristiani e di Centro | Gabriele Bellettini         | 17.571                      | 37,24 | 3.466                          | 8,04   | 3     |       |
| Centro Democratico                           | Gabriele Bellettini         | 17.571                      | 37,24 | 114                            | 0,26   | -     |       |
| Seggio al candidato sindaco                  | Seggio al candidato sindaco | Seggio al candidato sindaco | 37,24 | 1                              |        |       |       |
|                                              | Luigi Colomba               | 2.111                       | 4,47  | Buongoverno - Socialdemocrazia | 1.824  | 4,23  | -     |
| Movimento Autonomista Toscano                | Luigi Colomba               | 2.111                       | 4,47  | 114                            | 0,26   | -     |       |
| Seggio al candidato sindaco                  | Seggio al candidato sindaco | Seggio al candidato sindaco | 4,47  | 1                              |        |       |       |
|                                              | Fulvia Perillo              | 1.496                       | 3,17  | Forum Moderati                 | 1.282  | 2,98  | -     |
|                                              | Paolo Lecci                 | 1.224                       | 2,59  | Nuovo PSI                      | 1.094  | 2,54  | -     |
|                                              | Stefano Carotta             | 181                         | 0,38  | Liste Civiche Federate         | 155    | 0,36  | -     |
|                                              | Moreno Menconi              | 152                         | 0,32  | Lega Nord                      | 124    | 0,29  | -     |
| Totale                                       | Totale                      | 47.187                      |       |                                | 43.089 |       | 40    |

#### Siena
| Candidati                                    | Candidati                   | Voti                        | %     | Liste                         | Voti   | %     | Seggi |
| -------------------------------------------- | --------------------------- | --------------------------- | ----- | ----------------------------- | ------ | ----- | ----- |
|                                              | Maurizio Cenni ✔️ Sindaco   | 19.089                      | 54,88 | Democratici di Sinistra       | 9.589  | 29,67 | 14    |
| La Margherita                                | Maurizio Cenni ✔️ Sindaco   | 19.089                      | 54,88 | 4.109                         | 12,71  | 6     |       |
| Riformisti                                   | Maurizio Cenni ✔️ Sindaco   | 19.089                      | 54,88 | 3.074                         | 9,51   | 4     |       |
| Partito della Rifondazione Comunista         | Maurizio Cenni ✔️ Sindaco   | 19.089                      | 54,88 | 1.951                         | 6,04   | 2     |       |
| Federazione dei Verdi                        | Maurizio Cenni ✔️ Sindaco   | 19.089                      | 54,88 | 577                           | 1,79   | -     |       |
| Partito dei Comunisti Italiani               | Maurizio Cenni ✔️ Sindaco   | 19.089                      | 54,88 | 377                           | 1,17   | -     |       |
| Italia dei Valori                            | Maurizio Cenni ✔️ Sindaco   | 19.089                      | 54,88 | 159                           | 0,49   | -     |       |
| Popolari UDEUR                               | Maurizio Cenni ✔️ Sindaco   | 19.089                      | 54,88 | 156                           | 0,48   | -     |       |
|                                              | Pierluigi Piccini           | 10.792                      | 31,03 | La Mongolfiera                | 5.095  | 15,76 | 6     |
| Libera Siena                                 | Pierluigi Piccini           | 10.792                      | 31,03 | 1.102                         | 3,41   | 1     |       |
| Impegno per Siena                            | Pierluigi Piccini           | 10.792                      | 31,03 | 851                           | 2,63   | 1     |       |
| Unità Progressista                           | Pierluigi Piccini           | 10.792                      | 31,03 | 636                           | 1,97   | -     |       |
| Seggio al candidato sindaco                  | Seggio al candidato sindaco | Seggio al candidato sindaco | 31,03 | 1                             |        |       |       |
|                                              | Alessandro Manganelli       | 4.440                       | 12,77 | Forza Italia                  | 1.917  | 5,93  | 2     |
| Alleanza Nazionale                           | Alessandro Manganelli       | 4.440                       | 12,77 | 1.674                         | 5,18   | 2     |       |
| Unione dei Democratici Cristiani e di Centro | Alessandro Manganelli       | 4.440                       | 12,77 | 634                           | 1,96   | -     |       |
| Seggio al candidato sindaco                  | Seggio al candidato sindaco | Seggio al candidato sindaco | 12,77 | 1                             |        |       |       |
|                                              | Luciano Bichi               | 235                         | 0,68  | Movimento Autonomista Toscano | 203    | 0,63  | -     |
|                                              | Francesco Giusti            | 225                         | 0,65  | Lega Nord                     | 218    | 0,67  | -     |
| Totale                                       | Totale                      | 34.781                      |       |                               | 32.322 |       | 40    |

### Marche

#### Ancona
| Candidati                               | Candidati                   | Voti                        | %     | Liste                                        | Voti   | %     | Seggi |
| --------------------------------------- | --------------------------- | --------------------------- | ----- | -------------------------------------------- | ------ | ----- | ----- |
|                                         | Fabio Sturani ✔️ Sindaco    | 32.661                      | 58,15 | Democratici di Sinistra                      | 15.446 | 29,94 | 14    |
| La Margherita                           | Fabio Sturani ✔️ Sindaco    | 32.661                      | 58,15 | 5.484                                        | 10,63  | 5     |       |
| Laici Socialisti Uniti                  | Fabio Sturani ✔️ Sindaco    | 32.661                      | 58,15 | 2.731                                        | 5,29   | 2     |       |
| Italia dei Valori - Popolari UDEUR      | Fabio Sturani ✔️ Sindaco    | 32.661                      | 58,15 | 2.476                                        | 4,80   | 2     |       |
| Movimento Repubblicani Europei          | Fabio Sturani ✔️ Sindaco    | 32.661                      | 58,15 | 2.097                                        | 4,07   | 1     |       |
| Partito dei Comunisti Italiani          | Fabio Sturani ✔️ Sindaco    | 32.661                      | 58,15 | 1.692                                        | 3,28   | 1     |       |
| Federazione dei Verdi                   | Fabio Sturani ✔️ Sindaco    | 32.661                      | 58,15 | 1.318                                        | 2,55   | 1     |       |
| Partito Socialista Democratico Italiano | Fabio Sturani ✔️ Sindaco    | 32.661                      | 58,15 | 181                                          | 0,35   | -     |       |
|                                         | Paolo Pelosi                | 12.729                      | 22,66 | Forza Italia                                 | 6.893  | 13,36 | 5     |
| Alleanza Nazionale                      | Paolo Pelosi                | 12.729                      | 22,66 | 4.850                                        | 9,40   | 3     |       |
| Seggio al candidato sindaco             | Seggio al candidato sindaco | Seggio al candidato sindaco | 22,66 | 1                                            |        |       |       |
|                                         | Paolo Pascucci              | 6.805                       | 12,12 | Partito della Rifondazione Comunista         | 3.631  | 7,04  | 2     |
| La Città in Comune                      | Paolo Pascucci              | 6.805                       | 12,12 | 1.177                                        | 2,28   | -     |       |
| Seggio al candidato sindaco             | Seggio al candidato sindaco | Seggio al candidato sindaco | 12,12 | 1                                            |        |       |       |
|                                         | Carla Teodori               | 3.969                       | 7,07  | Unione dei Democratici Cristiani e di Centro | 3.610  | 7,00  | 2     |
| Totale                                  | Totale                      | 56.164                      |       |                                              | 51.586 |       | 40    |

#### Fermo
| Candidati                                     | Candidati                      | Voti                        | %     | Liste                                        | Voti   | %     | Seggi |
| --------------------------------------------- | ------------------------------ | --------------------------- | ----- | -------------------------------------------- | ------ | ----- | ----- |
|                                               | Saturnino Di Ruscio ✔️ Sindaco | 13.056                      | 55,87 | Forza Italia - Partito Repubblicano Italiano | 4.301  | 19,62 | 9     |
| Di Ruscio Sindaco                             | Saturnino Di Ruscio ✔️ Sindaco | 13.056                      | 55,87 | 2.788                                        | 12,72  | 6     |       |
| Alleanza Nazionale                            | Saturnino Di Ruscio ✔️ Sindaco | 13.056                      | 55,87 | 1.865                                        | 8,51   | 4     |       |
| Fermo Libero                                  | Saturnino Di Ruscio ✔️ Sindaco | 13.056                      | 55,87 | 1.840                                        | 8,39   | 3     |       |
| Unione dei Democratici Cristiani e di Centro  | Saturnino Di Ruscio ✔️ Sindaco | 13.056                      | 55,87 | 1.393                                        | 6,35   | 2     |       |
| Lega Nord                                     | Saturnino Di Ruscio ✔️ Sindaco | 13.056                      | 55,87 | 36                                           | 0,16   | -     |       |
|                                               | Giuseppe Buondonno             | 10.314                      | 44,13 | Democratici di Sinistra                      | 3.882  | 17,71 | 7     |
| La Margherita - Unione Democratica            | Giuseppe Buondonno             | 10.314                      | 44,13 | 1.853                                        | 8,45   | 3     |       |
| Partito della Rifondazione Comunista          | Giuseppe Buondonno             | 10.314                      | 44,13 | 1.214                                        | 5,54   | 2     |       |
| Movimento Repubblicani Europei - Lista civica | Giuseppe Buondonno             | 10.314                      | 44,13 | 914                                          | 4,17   | 1     |       |
| Italia dei Valori - Popolari UDEUR            | Giuseppe Buondonno             | 10.314                      | 44,13 | 826                                          | 3,77   | 1     |       |
| Partito dei Comunisti Italiani                | Giuseppe Buondonno             | 10.314                      | 44,13 | 598                                          | 2,73   | 1     |       |
| Federazione dei Verdi - Lista civica          | Giuseppe Buondonno             | 10.314                      | 44,13 | 411                                          | 1,87   | -     |       |
| Seggio al candidato sindaco                   | Seggio al candidato sindaco    | Seggio al candidato sindaco | 44,13 | 1                                            |        |       |       |
| Totale                                        | Totale                         | 23.370                      |       |                                              | 21.921 |       | 40    |

### Lazio

#### Roma
| Candidati                                          | Candidati                   | Voti                        | %     | Liste                          | Voti      | %     | Seggi |
| -------------------------------------------------- | --------------------------- | --------------------------- | ----- | ------------------------------ | --------- | ----- | ----- |
|                                                    | Walter Veltroni ✔️ Sindaco  | 926.932                     | 61,42 | L'Ulivo                        | 441.914   | 33,82 | 23    |
| Lista Civica Roma per Veltroni                     | Walter Veltroni ✔️ Sindaco  | 926.932                     | 61,42 | 80.328                         | 6,15      | 4     |       |
| Partito della Rifondazione Comunista               | Walter Veltroni ✔️ Sindaco  | 926.932                     | 61,42 | 70.918                         | 5,43      | 3     |       |
| Federazione dei Verdi                              | Walter Veltroni ✔️ Sindaco  | 926.932                     | 61,42 | 62.262                         | 4,76      | 3     |       |
| Moderati per Veltroni                              | Walter Veltroni ✔️ Sindaco  | 926.932                     | 61,42 | 57.339                         | 4,39      | 2     |       |
| Italia dei Valori                                  | Walter Veltroni ✔️ Sindaco  | 926.932                     | 61,42 | 29.822                         | 2,28      | 1     |       |
| Rosa nel Pugno                                     | Walter Veltroni ✔️ Sindaco  | 926.932                     | 61,42 | 25.695                         | 1,97      | 1     |       |
| Partito dei Comunisti Italiani                     | Walter Veltroni ✔️ Sindaco  | 926.932                     | 61,42 | 19.883                         | 1,52      | 1     |       |
| Roma Arcobaleno                                    | Walter Veltroni ✔️ Sindaco  | 926.932                     | 61,42 | 8.524                          | 0,65      | -     |       |
| Lista Consumatori                                  | Walter Veltroni ✔️ Sindaco  | 926.932                     | 61,42 | 2.046                          | 0,16      | -     |       |
| Consumatori Uniti                                  | Walter Veltroni ✔️ Sindaco  | 926.932                     | 61,42 | 1.943                          | 0,15      | -     |       |
| Partito Socialista Democratico Italiano            | Walter Veltroni ✔️ Sindaco  | 926.932                     | 61,42 | 1.157                          | 0,09      | -     |       |
|                                                    | Gianni Alemanno             | 559.810                     | 37,09 | Alleanza Nazionale             | 254.337   | 19,46 | 13    |
| Forza Italia                                       | Gianni Alemanno             | 559.810                     | 37,09 | 132.869                        | 10,17     | 6     |       |
| Unione dei Democratici Cristiani e di Centro       | Gianni Alemanno             | 559.810                     | 37,09 | 56.763                         | 4,34      | 2     |       |
| Amore per Roma                                     | Gianni Alemanno             | 559.810                     | 37,09 | 10.150                         | 0,78      | -     |       |
| Azione Sociale                                     | Gianni Alemanno             | 559.810                     | 37,09 | 7.553                          | 0,58      | -     |       |
| Democrazia Cristiana per le Autonomie              | Gianni Alemanno             | 559.810                     | 37,09 | 7.276                          | 0,56      | -     |       |
| Nuovo PSI                                          | Gianni Alemanno             | 559.810                     | 37,09 | 5.333                          | 0,41      | -     |       |
| Forza Roma                                         | Gianni Alemanno             | 559.810                     | 37,09 | 3.466                          | 0,27      | -     |       |
| Partito Repubblicano Italiano                      | Gianni Alemanno             | 559.810                     | 37,09 | 2.057                          | 0,16      | -     |       |
| Avanti Lazio                                       | Gianni Alemanno             | 559.810                     | 37,09 | 1.327                          | 0,10      | -     |       |
| Movimento Indipendente per i Diritti degli Animali | Gianni Alemanno             | 559.810                     | 37,09 | 850                            | 0,07      | -     |       |
| Pensioni Case e Lavoro                             | Gianni Alemanno             | 559.810                     | 37,09 | 698                            | 0,05      | -     |       |
| Nuova Generazione                                  | Gianni Alemanno             | 559.810                     | 37,09 | 661                            | 0,05      | -     |       |
| Partito Real Democratico                           | Gianni Alemanno             | 559.810                     | 37,09 | 538                            | 0,04      | -     |       |
| Seggio al candidato sindaco                        | Seggio al candidato sindaco | Seggio al candidato sindaco | 37,09 | 1                              |           |       |       |
|                                                    | Rita Casillo                | 5.816                       | 0,39  | Iniziativa Comunista           | 5.334     | 0,41  | -     |
|                                                    | Luca Romagnoli              | 4.015                       | 0,27  | Fiamma Tricolore               | 3.848     | 0,29  | -     |
|                                                    | David Gramiccioli           | 3.530                       | 0,23  | Movimento Popolare Delfino     | 3.149     | 0,24  | -     |
|                                                    | Alessandra Sarti Magi       | 2.655                       | 0,18  | Fronte Nazionale - Forza Nuova | 2.603     | 0,20  | -     |
|                                                    | Valentina Valenti           | 2.593                       | 0,17  | Terzo Polo                     | 2.650     | 0,20  | -     |
|                                                    | Roberto De Santis           | 1.091                       | 0,07  | Ecologisti                     | 943       | 0,07  | -     |
|                                                    | Umberto Nardinocchi         | 1.076                       | 0,07  | Democrazia Attiva              | 985       | 0,08  | -     |
|                                                    | Marina Larena               | 707                         | 0,05  | Partito Umanista               | 631       | 0,05  | -     |
|                                                    | Stefano Fuccelli            | 618                         | 0,04  | Partito Animalista Europeo     | 562       | 0,04  | -     |
|                                                    | Maurizio Giorgetti          | 351                         | 0,02  | Sogno Italiano                 | 303       | 0,02  | -     |
| Totale                                             | Totale                      | 1.509.194                   |       |                                | 1.306.717 |       | 60    |

### Campania

#### Benevento
| Candidati                                          | Candidati                   | Voti                        | %     | Liste                                 | Voti   | %     | Seggi |
| -------------------------------------------------- | --------------------------- | --------------------------- | ----- | ------------------------------------- | ------ | ----- | ----- |
|                                                    | Fausto Pepe ✔️ Sindaco      | 24.735                      | 56,14 | Popolari UDEUR                        | 7.422  | 17,15 | 8     |
| Democratici di Sinistra                            | Fausto Pepe ✔️ Sindaco      | 24.735                      | 56,14 | 5.931                                 | 13,71  | 6     |       |
| La Margherita                                      | Fausto Pepe ✔️ Sindaco      | 24.735                      | 56,14 | 5.134                                 | 11,86  | 5     |       |
| Costituente di Centro                              | Fausto Pepe ✔️ Sindaco      | 24.735                      | 56,14 | 3.188                                 | 7,37   | 3     |       |
| Rosa nel Pugno                                     | Fausto Pepe ✔️ Sindaco      | 24.735                      | 56,14 | 2.459                                 | 5,68   | 2     |       |
| Partito della Rifondazione Comunista - Verdi       | Fausto Pepe ✔️ Sindaco      | 24.735                      | 56,14 | 925                                   | 2,14   | -     |       |
| Italia dei Valori - Partito dei Comunisti Italiani | Fausto Pepe ✔️ Sindaco      | 24.735                      | 56,14 | 483                                   | 1,12   | -     |       |
|                                                    | Sandro Nicola D'Alessandro  | 18.692                      | 42,43 | Alleanza Nazionale                    | 5.095  | 11,77 | 5     |
| Unione dei Democratici Cristiani e di Centro       | Sandro Nicola D'Alessandro  | 18.692                      | 42,43 | 4.162                                 | 9,62   | 4     |       |
| Forza Italia                                       | Sandro Nicola D'Alessandro  | 18.692                      | 42,43 | 3.581                                 | 8,28   | 3     |       |
| Cristiani Democratici                              | Sandro Nicola D'Alessandro  | 18.692                      | 42,43 | 2.176                                 | 5,03   | 2     |       |
| Amare Benevento                                    | Sandro Nicola D'Alessandro  | 18.692                      | 42,43 | 1.507                                 | 3,48   | 1     |       |
| Nuovo PSI                                          | Sandro Nicola D'Alessandro  | 18.692                      | 42,43 | 579                                   | 1,34   | -     |       |
| Seggio al candidato sindaco                        | Seggio al candidato sindaco | Seggio al candidato sindaco | 42,43 | 1                                     |        |       |       |
|                                                    | Abner De Iapinis            | 335                         | 0,76  | Democrazia Cristiana per le Autonomie | 372    | 0,86  | -     |
|                                                    | Antonio Puzio               | 295                         | 0,67  | Cuore per Benevento                   | 258    | 0,60  | -     |
| Totale                                             | Totale                      | 44.057                      |       |                                       | 43.272 |       | 40    |

#### Caserta
| Candidati                                     | Candidati                                 | Voti                        | %     | Liste              | Voti   | %     | Seggi |
| --------------------------------------------- | ----------------------------------------- | --------------------------- | ----- | ------------------ | ------ | ----- | ----- |
|                                               | Paolino Maddaloni Accede al ballottaggio  | 24.049                      | 45,47 | Alleanza Nazionale | 7.462  | 14,45 | 5     |
| Unione dei Democratici Cristiani e di Centro  | Paolino Maddaloni Accede al ballottaggio  | 24.049                      | 45,47 | 7.427              | 14,38  | 5     |       |
| Forza Italia                                  | Paolino Maddaloni Accede al ballottaggio  | 24.049                      | 45,47 | 7.280              | 14,10  | 5     |       |
| Partito Repubblicano Italiano                 | Paolino Maddaloni Accede al ballottaggio  | 24.049                      | 45,47 | 1.129              | 2,19   | -     |       |
| Caserta Unita                                 | Paolino Maddaloni Accede al ballottaggio  | 24.049                      | 45,47 | 870                | 1,68   | -     |       |
| Nuovo PSI                                     | Paolino Maddaloni Accede al ballottaggio  | 24.049                      | 45,47 | 222                | 0,43   | -     |       |
| Azione Sociale                                | Paolino Maddaloni Accede al ballottaggio  | 24.049                      | 45,47 | 134                | 0,26   | -     |       |
| Rinnovamento Missino                          | Paolino Maddaloni Accede al ballottaggio  | 24.049                      | 45,47 | 77                 | 0,15   | -     |       |
| Seggio al candidato sindaco                   | Seggio al candidato sindaco               | Seggio al candidato sindaco | 45,47 | 1                  |        |       |       |
|                                               | Nicodemo Petteruti Accede al ballottaggio | 14.460                      | 27,34 | Caserta è Libera   | 6.047  | 11,71 | 6     |
| Rifondazione Comunista - Comunisti Italiani   | Nicodemo Petteruti Accede al ballottaggio | 14.460                      | 27,34 | 1.902              | 3,68   | 2     |       |
| Rosa nel Pugno                                | Nicodemo Petteruti Accede al ballottaggio | 14.460                      | 27,34 | 1.893              | 3,67   | 2     |       |
| Italia dei Valori                             | Nicodemo Petteruti Accede al ballottaggio | 14.460                      | 27,34 | 1.252              | 2,42   | 1     |       |
| Federazione dei Verdi                         | Nicodemo Petteruti Accede al ballottaggio | 14.460                      | 27,34 | 884                | 1,71   | -     |       |
| Movimento Repubblicani Europei - Lista civica | Nicodemo Petteruti Accede al ballottaggio | 14.460                      | 27,34 | 426                | 0,82   | -     |       |
|                                               | Gianfranco Alois                          | 14.380                      | 27,19 | La Margherita (A)  | 6.161  | 11,93 | 5     |
| Democratici di Sinistra (B)                   | Gianfranco Alois                          | 14.380                      | 27,19 | 5.350              | 10,36  | 5     |       |
| Popolari UDEUR (C)                            | Gianfranco Alois                          | 14.380                      | 27,19 | 2.246              | 4,35   | 2     |       |
| Casertani per Alois (D)                       | Gianfranco Alois                          | 14.380                      | 27,19 | 881                | 1,71   | -     |       |
| Seggio al candidato sindaco                   | Seggio al candidato sindaco               | Seggio al candidato sindaco | 27,19 | 1                  |        |       |       |
| Totale                                        | Totale                                    | 52.889                      |       |                    | 51.643 |       | 40    |

- Le liste contrassegnate con le lettere A, B, C e D sono apparentate al secondo turno con il candidato sindaco Nicodemo Petteruti.

Ballottaggio
| Candidati | Candidati                     | Voti   | %      |
| --------- | ----------------------------- | ------ | ------ |
|           | Nicodemo Petteruti ✔️ Sindaco | 22.886 | 53,23  |
|           | Paolino Maddaloni             | 20.108 | 46,77  |
| Totale    | Totale                        | 42.994 | 100,00 |

#### Napoli
| Candidati                                                      | Candidati                       | Voti                        | %     | Liste                   | Voti    | %     | Seggi |
| -------------------------------------------------------------- | ------------------------------- | --------------------------- | ----- | ----------------------- | ------- | ----- | ----- |
|                                                                | Rosa Russo Iervolino ✔️ Sindaco | 304.975                     | 57,20 | Democratici di Sinistra | 91.935  | 18,44 | 12    |
| La Margherita                                                  | Rosa Russo Iervolino ✔️ Sindaco | 304.975                     | 57,20 | 63.958                  | 12,83   | 9     |       |
| Popolari UDEUR                                                 | Rosa Russo Iervolino ✔️ Sindaco | 304.975                     | 57,20 | 35.520                  | 7,12    | 4     |       |
| Partito dei Comunisti Italiani                                 | Rosa Russo Iervolino ✔️ Sindaco | 304.975                     | 57,20 | 24.092                  | 4,83    | 3     |       |
| Federazione dei Verdi                                          | Rosa Russo Iervolino ✔️ Sindaco | 304.975                     | 57,20 | 23.566                  | 4,73    | 3     |       |
| Partito della Rifondazione Comunista                           | Rosa Russo Iervolino ✔️ Sindaco | 304.975                     | 57,20 | 23.252                  | 4,66    | 3     |       |
| Italia dei Valori                                              | Rosa Russo Iervolino ✔️ Sindaco | 304.975                     | 57,20 | 20,612                  | 4,13    | 2     |       |
| Socialisti Democratici Italiani                                | Rosa Russo Iervolino ✔️ Sindaco | 304.975                     | 57,20 | 17.061                  | 3,42    | 2     |       |
| Partito Socialista Democratico Italiano - Repubblicani Europei | Rosa Russo Iervolino ✔️ Sindaco | 304.975                     | 57,20 | 4.205                   | 0,84    | -     |       |
|                                                                | Franco Malvano                  | 201.242                     | 37,74 | Forza Italia            | 85.240  | 17,10 | 11    |
| Alleanza Nazionale                                             | Franco Malvano                  | 201.242                     | 37,74 | 43.490                  | 8,72    | 6     |       |
| Unione dei Democratici Cristiani e di Centro                   | Franco Malvano                  | 201.242                     | 37,74 | 18.633                  | 3,74    | 2     |       |
| Noi - Malvano Sindaco                                          | Franco Malvano                  | 201.242                     | 37,74 | 13.063                  | 2,62    | 1     |       |
| Nuovo PSI                                                      | Franco Malvano                  | 201.242                     | 37,74 | 8.406                   | 1,69    | 1     |       |
| Movimento Idea Sociale                                         | Franco Malvano                  | 201.242                     | 37,74 | 2.363                   | 0,47    | -     |       |
| Democrazia Cristiana per le Autonomie                          | Franco Malvano                  | 201.242                     | 37,74 | 2.178                   | 0,44    | -     |       |
| Una Città da 10                                                | Franco Malvano                  | 201.242                     | 37,74 | 1.216                   | 0,24    | -     |       |
| Partito Repubblicano Italiano                                  | Franco Malvano                  | 201.242                     | 37,74 | 1.072                   | 0,22    | -     |       |
| Iniziativa Popolare                                            | Franco Malvano                  | 201.242                     | 37,74 | 437                     | 0,09    | -     |       |
| Seggio al candidato sindaco                                    | Seggio al candidato sindaco     | Seggio al candidato sindaco | 37,74 | 1                       |         |       |       |
|                                                                | Marco Rossi-Doria               | 18.390                      | 3,45  | Doria Sindaco           | 11.041  | 2,21  | -     |
| Seggio al candidato sindaco                                    | Seggio al candidato sindaco     | Seggio al candidato sindaco | 3,45  | 1                       |         |       |       |
|                                                                | Salvatore Lauro                 | 3.004                       | 0,56  | Con Lauro per Napoli    | 2.739   | 0,55  | -     |
|                                                                | Mario Esposito                  | 2.232                       | 0,42  | Unità delle Sinistre    | 1.138   | 0,23  | -     |
| Partito d'Azione Comunista                                     | Mario Esposito                  | 2.232                       | 0,42  | 512                     | 0,10    | -     |       |
|                                                                | Angelo Tramontano               | 1.812                       | 0,34  | Liberaldemocratici      | 1.303   | 0,26  | -     |
| Nuovo Partito Popolare                                         | Angelo Tramontano               | 1.812                       | 0,34  | 258                     | 0,05    | -     |       |
|                                                                | Luigi Sito                      | 1.524                       | 0,29  | Lista Comunista         | 1.281   | 0,26  | -     |
| Totale                                                         | Totale                          | 533.179                     | 100   |                         | 498.571 | 100   | 60    |

#### Salerno
| Candidati                                            | Candidati                               | Voti                        | %     | Liste                | Voti   | %     | Seggi |
| ---------------------------------------------------- | --------------------------------------- | --------------------------- | ----- | -------------------- | ------ | ----- | ----- |
|                                                      | Vincenzo De Luca Accede al ballottaggio | 39.066                      | 42,26 | Progressisti Salerno | 20.324 | 23,99 | 19    |
| Salerno dei Giovani                                  | Vincenzo De Luca Accede al ballottaggio | 39.066                      | 42,26 | 5.970                | 7,05   | 5     |       |
|                                                      | Alfonso Andria Accede al ballottaggio   | 34.287                      | 37,09 | La Margherita        | 14.747 | 17,40 | 5     |
| Popolari UDEUR                                       | Alfonso Andria Accede al ballottaggio   | 34.287                      | 37,09 | 6.914                | 8,16   | 2     |       |
| Uniti per Salerno                                    | Alfonso Andria Accede al ballottaggio   | 34.287                      | 37,09 | 5.825                | 6,87   | 1     |       |
| Rosa nel Pugno                                       | Alfonso Andria Accede al ballottaggio   | 34.287                      | 37,09 | 4.407                | 5,20   | 1     |       |
| Federazione dei Verdi                                | Alfonso Andria Accede al ballottaggio   | 34.287                      | 37,09 | 4.021                | 4,75   | 1     |       |
| Partito della Rifondazione Comunista                 | Alfonso Andria Accede al ballottaggio   | 34.287                      | 37,09 | 2.046                | 2,41   | -     |       |
| Italia dei Valori                                    | Alfonso Andria Accede al ballottaggio   | 34.287                      | 37,09 | 1.291                | 1,52   | -     |       |
| Partito dei Comunisti Italiani                       | Alfonso Andria Accede al ballottaggio   | 34.287                      | 37,09 | 666                  | 0,79   | -     |       |
| Seggio al candidato sindaco                          | Seggio al candidato sindaco             | Seggio al candidato sindaco | 37,09 | 1                    |        |       |       |
|                                                      | Antonio Marotta                         | 17.489                      | 18,92 | Forza Italia         | 7.093  | 8,37  | 2     |
| Alleanza Nazionale                                   | Antonio Marotta                         | 17.489                      | 18,92 | 5.934                | 7,00   | 1     |       |
| Unione dei Democratici Cristiani e di Centro         | Antonio Marotta                         | 17.489                      | 18,92 | 3.144                | 3,71   | 1     |       |
| Democrazia Cristiana - Partito Repubblicano Italiano | Antonio Marotta                         | 17.489                      | 18,92 | 779                  | 0,92   | -     |       |
| Seggio al candidato sindaco                          | Seggio al candidato sindaco             | Seggio al candidato sindaco | 18,92 | 1                    |        |       |       |
|                                                      | Mario Borrelli                          | 1.599                       | 1,73  | Per Borrelli         | 1.129  | 1,33  | -     |
| Unione Cattolica Italiana                            | Mario Borrelli                          | 1.599                       | 1,73  | 446                  | 0,53   | -     |       |
| Totale                                               | Totale                                  | 92.441                      |       |                      | 84.736 |       | 40    |

Ballottaggio
| Candidati | Candidati                   | Voti   | %      |
| --------- | --------------------------- | ------ | ------ |
|           | Vincenzo De Luca ✔️ Sindaco | 46.662 | 56,95  |
|           | Alfonso Andria              | 35.275 | 43,05  |
| Totale    | Totale                      | 81.937 | 100,00 |

### Puglia

#### Barletta
| Candidati                                    | Candidati                   | Voti                        | %     | Liste                   | Voti   | %     | Seggi |
| -------------------------------------------- | --------------------------- | --------------------------- | ----- | ----------------------- | ------ | ----- | ----- |
|                                              | Nicola Maffei ✔️ Sindaco    | 39.613                      | 69,96 | Democratici di Sinistra | 9.190  | 16,98 | 8     |
| La Margherita                                | Nicola Maffei ✔️ Sindaco    | 39.613                      | 69,96 | 6.249                   | 11,55  | 5     |       |
| I Socialisti                                 | Nicola Maffei ✔️ Sindaco    | 39.613                      | 69,96 | 5.940                   | 10,98  | 5     |       |
| Partito Socialista Democratico Italiano      | Nicola Maffei ✔️ Sindaco    | 39.613                      | 69,96 | 4.969                   | 9,18   | 4     |       |
| Rosa nel Pugno                               | Nicola Maffei ✔️ Sindaco    | 39.613                      | 69,96 | 4.099                   | 7,57   | 3     |       |
| Popolari UDEUR                               | Nicola Maffei ✔️ Sindaco    | 39.613                      | 69,96 | 3.681                   | 6,80   | 3     |       |
| Federazione dei Verdi                        | Nicola Maffei ✔️ Sindaco    | 39.613                      | 69,96 | 1.618                   | 2,99   | 1     |       |
| Rinnovamento Puglia                          | Nicola Maffei ✔️ Sindaco    | 39.613                      | 69,96 | 1.374                   | 2,54   | 1     |       |
| Italia dei Valori                            | Nicola Maffei ✔️ Sindaco    | 39.613                      | 69,96 | 1.151                   | 2,13   | 1     |       |
| Partito della Rifondazione Comunista         | Nicola Maffei ✔️ Sindaco    | 39.613                      | 69,96 | 1.131                   | 2,09   | -     |       |
| Partito dei Comunisti Italiani               | Nicola Maffei ✔️ Sindaco    | 39.613                      | 69,96 | 684                     | 1,26   | -     |       |
|                                              | Carlo Dibello               | 11.778                      | 20,80 | Forza Italia            | 3.820  | 7,06  | 3     |
| Alleanza Nazionale                           | Carlo Dibello               | 11.778                      | 20,80 | 2.984                   | 5,51   | 2     |       |
| Partito Liberale Italiano                    | Carlo Dibello               | 11.778                      | 20,80 | 1.124                   | 2,08   | 1     |       |
| Dibello Sindaco                              | Carlo Dibello               | 11.778                      | 20,80 | 696                     | 1,29   | -     |       |
| Fiamma Tricolore                             | Carlo Dibello               | 11.778                      | 20,80 | 485                     | 0,90   | -     |       |
| Democrazia Cristiana per le Autonomie        | Carlo Dibello               | 11.778                      | 20,80 | 298                     | 0,55   | -     |       |
| Seggio al candidato sindaco                  | Seggio al candidato sindaco | Seggio al candidato sindaco | 20,80 | 1                       |        |       |       |
|                                              | Leonardo Maffione           | 4.061                       | 7,17  | Maffione Sindaco        | 2.783  | 5,14  | 1     |
| Unione dei Democratici Cristiani e di Centro | Leonardo Maffione           | 4.061                       | 7,17  | 1.026                   | 1,90   | -     |       |
| Seggio al candidato sindaco                  | Seggio al candidato sindaco | Seggio al candidato sindaco | 7,17  | 1                       |        |       |       |
|                                              | Giuseppe Lanotte            | 1.169                       | 2,06  | Dimensione Christiana   | 813    | 1,50  | -     |
| Totale                                       | Totale                      | 56.621                      |       |                         | 54.115 |       | 40    |

### Calabria

#### Catanzaro
| Candidati                               | Candidati                              | Voti                        | %     | Liste                                        | Voti   | %     | Seggi |
| --------------------------------------- | -------------------------------------- | --------------------------- | ----- | -------------------------------------------- | ------ | ----- | ----- |
|                                         | Giuseppe Cimino Accede al ballottaggio | 21.679                      | 35,55 | Popolari UDEUR                               | 7.618  | 12,71 | 4     |
| Catanzaro da Vivere                     | Giuseppe Cimino Accede al ballottaggio | 21.679                      | 35,55 | 4.179                                        | 6,97   | 2     |       |
| Catanzaro con Abramo                    | Giuseppe Cimino Accede al ballottaggio | 21.679                      | 35,55 | 4.118                                        | 6,87   | 2     |       |
| Socialisti Democratici Italiani         | Giuseppe Cimino Accede al ballottaggio | 21.679                      | 35,55 | 3.178                                        | 5,30   | 1     |       |
| Sviluppo Solidarietà                    | Giuseppe Cimino Accede al ballottaggio | 21.679                      | 35,55 | 1.751                                        | 2,92   | -     |       |
| Italia dei Valori                       | Giuseppe Cimino Accede al ballottaggio | 21.679                      | 35,55 | 1.108                                        | 1,85   | -     |       |
| Seggio al candidato sindaco             | Seggio al candidato sindaco            | Seggio al candidato sindaco | 35,55 | 1                                            |        |       |       |
|                                         | Rosario Olivo Accede al ballottaggio   | 21.522                      | 35,29 | Partito Democratico Meridionale              | 8.182  | 13,65 | 9     |
| La Margherita                           | Rosario Olivo Accede al ballottaggio   | 21.522                      | 35,29 | 3.819                                        | 6,37   | 4     |       |
| Democratici di Sinistra                 | Rosario Olivo Accede al ballottaggio   | 21.522                      | 35,29 | 3.405                                        | 5,68   | 4     |       |
| Partito Socialista Democratico Italiano | Rosario Olivo Accede al ballottaggio   | 21.522                      | 35,29 | 2.178                                        | 3,63   | 2     |       |
| Democrazia e Centralità                 | Rosario Olivo Accede al ballottaggio   | 21.522                      | 35,29 | 1.119                                        | 1,87   | 1     |       |
| Partito della Rifondazione Comunista    | Rosario Olivo Accede al ballottaggio   | 21.522                      | 35,29 | 974                                          | 1,63   | 1     |       |
| Progetto Città                          | Rosario Olivo Accede al ballottaggio   | 21.522                      | 35,29 | 925                                          | 1,54   | 1     |       |
| Partito dei Comunisti Italiani          | Rosario Olivo Accede al ballottaggio   | 21.522                      | 35,29 | 453                                          | 0,76   | -     |       |
| Federazione dei Verdi                   | Rosario Olivo Accede al ballottaggio   | 21.522                      | 35,29 | 448                                          | 0,75   | -     |       |
| Movimento Repubblicani Europei          | Rosario Olivo Accede al ballottaggio   | 21.522                      | 35,29 | 334                                          | 0,56   | -     |       |
|                                         | Mario Tassone                          | 14.623                      | 23,98 | Unione dei Democratici Cristiani e di Centro | 5.377  | 8,97  | 2     |
| Forza Italia                            | Mario Tassone                          | 14.623                      | 23,98 | 3.786                                        | 6,32   | 2     |       |
| Alleanza Nazionale                      | Mario Tassone                          | 14.623                      | 23,98 | 3.647                                        | 6,09   | 1     |       |
| Nuovo PSI                               | Mario Tassone                          | 14.623                      | 23,98 | 651                                          | 1,09   | -     |       |
| Città Sociale                           | Mario Tassone                          | 14.623                      | 23,98 | 502                                          | 0,84   | -     |       |
| Seggio al candidato sindaco             | Seggio al candidato sindaco            | Seggio al candidato sindaco | 23,98 | 1                                            |        |       |       |
|                                         | Riccio Eugenio                         | 2.442                       | 4,00  | Catanzaro nel Cuore (A)                      | 1.829  | 3,05  | 2     |
|                                         | Daniele Carchidi                       | 718                         | 1,18  | Catanzaro Vive                               | 344    | 0,57  | -     |
| Totale                                  | Totale                                 | 60.984                      |       |                                              | 59.925 |       | 40    |

- La lista contrassegnata con la lettera A è apparentata al secondo turno con il candidato sindaco Rosario Olivo.

Ballottaggio
| Candidati | Candidati                | Voti   | %      |
| --------- | ------------------------ | ------ | ------ |
|           | Rosario Olivo ✔️ Sindaco | 22.631 | 50,84  |
|           | Giuseppe Cimino          | 21.886 | 49,16  |
| Totale    | Totale                   | 44.517 | 100,00 |

#### Cosenza
| Candidati                               | Candidati                     | Voti                        | %     | Liste                                        | Voti   | %     | Seggi |
| --------------------------------------- | ----------------------------- | --------------------------- | ----- | -------------------------------------------- | ------ | ----- | ----- |
|                                         | Salvatore Perugini ✔️ Sindaco | 24.346                      | 53,84 | Democratici di Sinistra                      | 6.394  | 14,60 | 7     |
| La Margherita                           | Salvatore Perugini ✔️ Sindaco | 24.346                      | 53,84 | 5.897                                        | 13,47  | 6     |       |
| Popolari UDEUR                          | Salvatore Perugini ✔️ Sindaco | 24.346                      | 53,84 | 5.211                                        | 11,90  | 6     |       |
| Partito Democratico Meridionale         | Salvatore Perugini ✔️ Sindaco | 24.346                      | 53,84 | 1.844                                        | 4,21   | 2     |       |
| Federazione dei Verdi                   | Salvatore Perugini ✔️ Sindaco | 24.346                      | 53,84 | 1.480                                        | 3,38   | 1     |       |
| Partito Socialista Democratico Italiano | Salvatore Perugini ✔️ Sindaco | 24.346                      | 53,84 | 1.458                                        | 3,33   | 1     |       |
| Federazione Socialista Calabria         | Salvatore Perugini ✔️ Sindaco | 24.346                      | 53,84 | 1.449                                        | 3,31   | 1     |       |
| Italia dei Valori                       | Salvatore Perugini ✔️ Sindaco | 24.346                      | 53,84 | 1.231                                        | 2,81   | 1     |       |
| I Socialisti                            | Salvatore Perugini ✔️ Sindaco | 24.346                      | 53,84 | 676                                          | 1,54   | 1     |       |
| Movimento Repubblicani Europei          | Salvatore Perugini ✔️ Sindaco | 24.346                      | 53,84 | 575                                          | 1,31   | -     |       |
| Partito dei Comunisti Italiani          | Salvatore Perugini ✔️ Sindaco | 24.346                      | 53,84 | 316                                          | 0,72   | -     |       |
| Patto per il Sud                        | Salvatore Perugini ✔️ Sindaco | 24.346                      | 53,84 | 298                                          | 0,68   | -     |       |
|                                         | Giacomo Mancini Jr.           | 13.462                      | 29,77 | Rosa nel Pugno                               | 6.574  | 15,01 | 5     |
| Mancini Sindaco                         | Giacomo Mancini Jr.           | 13.462                      | 29,77 | 3.291                                        | 7,51   | 3     |       |
| Partito della Rifondazione Comunista    | Giacomo Mancini Jr.           | 13.462                      | 29,77 | 1.042                                        | 2,38   | 1     |       |
| Orgoglio Comune                         | Giacomo Mancini Jr.           | 13.462                      | 29,77 | 542                                          | 1,24   | -     |       |
| Seggio al candidato sindaco             | Seggio al candidato sindaco   | Seggio al candidato sindaco | 29,77 | 1                                            |        |       |       |
|                                         | Sergio Bartoletti             | 6.669                       | 14,75 | Unione dei Democratici Cristiani e di Centro | 2.889  | 6,60  | 2     |
| Alleanza Nazionale                      | Sergio Bartoletti             | 6.669                       | 14,75 | 1.985                                        | 4,53   | 1     |       |
| Seggio al candidato sindaco             | Seggio al candidato sindaco   | Seggio al candidato sindaco | 14,75 | 1                                            |        |       |       |
|                                         | Maximiliano Granata           | 744                         | 1,65  | Terzo Polo                                   | 643    | 1,47  | -     |
| Totale                                  | Totale                        | 45.221                      |       |                                              | 43.795 |       | 40    |

#### Crotone
| Candidati                                            | Candidati                   | Voti                        | %     | Liste                | Voti   | %     | Seggi |
| ---------------------------------------------------- | --------------------------- | --------------------------- | ----- | -------------------- | ------ | ----- | ----- |
|                                                      | Peppino Vallone ✔️ Sindaco  | 28.532                      | 77,74 | La Margherita        | 7.277  | 19,94 | 9     |
| Democratici di Sinistra                              | Peppino Vallone ✔️ Sindaco  | 28.532                      | 77,74 | 7.233                | 19,82  | 9     |       |
| Popolari UDEUR                                       | Peppino Vallone ✔️ Sindaco  | 28.532                      | 77,74 | 2.576                | 7,06   | 3     |       |
| Partito Democratico Meridionale                      | Peppino Vallone ✔️ Sindaco  | 28.532                      | 77,74 | 2.374                | 6,51   | 3     |       |
| Rosa nel Pugno                                       | Peppino Vallone ✔️ Sindaco  | 28.532                      | 77,74 | 1.626                | 4,46   | 2     |       |
| Progetto Crotone                                     | Peppino Vallone ✔️ Sindaco  | 28.532                      | 77,74 | 1.464                | 4,01   | 2     |       |
| Partito dei Comunisti Italiani                       | Peppino Vallone ✔️ Sindaco  | 28.532                      | 77,74 | 1.291                | 3,54   | 1     |       |
| Partito della Rifondazione Comunista                 | Peppino Vallone ✔️ Sindaco  | 28.532                      | 77,74 | 1.243                | 3,41   | 1     |       |
| Partito Socialista Democratico Italiano - Per il Sud | Peppino Vallone ✔️ Sindaco  | 28.532                      | 77,74 | 1.156                | 3,17   | 1     |       |
| Italia dei Valori                                    | Peppino Vallone ✔️ Sindaco  | 28.532                      | 77,74 | 997                  | 2,73   | 1     |       |
| L'Aranceto                                           | Peppino Vallone ✔️ Sindaco  | 28.532                      | 77,74 | 900                  | 2,47   | 1     |       |
| I Socialisti                                         | Peppino Vallone ✔️ Sindaco  | 28.532                      | 77,74 | 891                  | 2,44   | 1     |       |
| Movimento Democratico di Liberazione                 | Peppino Vallone ✔️ Sindaco  | 28.532                      | 77,74 | 582                  | 1,60   | -     |       |
| Federazione dei Verdi                                | Peppino Vallone ✔️ Sindaco  | 28.532                      | 77,74 | 425                  | 1,16   | -     |       |
|                                                      | Salvatore Vincenzo Foti     | 7.678                       | 20,92 | Alleanza Nazionale   | 1.790  | 4,91  | 2     |
| Unione dei Democratici Cristiani e di Centro         | Salvatore Vincenzo Foti     | 7.678                       | 20,92 | 1.762                | 4,83   | 2     |       |
| Forza Italia                                         | Salvatore Vincenzo Foti     | 7.678                       | 20,92 | 1.713                | 4,69   | 1     |       |
| Essere Crotone                                       | Salvatore Vincenzo Foti     | 7.678                       | 20,92 | 788                  | 2,16   | -     |       |
| Kroton                                               | Salvatore Vincenzo Foti     | 7.678                       | 20,92 | 107                  | 0,29   | -     |       |
| Seggio al candidato sindaco                          | Seggio al candidato sindaco | Seggio al candidato sindaco | 20,92 | 1                    |        |       |       |
|                                                      | Giuseppe Antonio Gallo      | 491                         | 1,34  | Alleanza Provinciale | 293    | 0,80  | -     |
| Totale                                               | Totale                      | 36.701                      |       |                      | 36.488 |       | 40    |

### Sicilia

#### Ragusa
| Candidati                                    | Candidati                                  | Voti   | %     | Liste                            | Voti   | %     | Seggi |
| -------------------------------------------- | ------------------------------------------ | ------ | ----- | -------------------------------- | ------ | ----- | ----- |
|                                              | Nello Dipasquale Accede al ballottaggio    | 19.526 | 45,55 | Forza Italia                     | 5.791  | 14,31 | 5     |
| Unione dei Democratici Cristiani e di Centro | Nello Dipasquale Accede al ballottaggio    | 19.526 | 45,55 | 5.611                            | 13,87  | 5     |       |
| Alleanza Nazionale                           | Nello Dipasquale Accede al ballottaggio    | 19.526 | 45,55 | 2.666                            | 6,59   | 2     |       |
| Di Pasquale Sindaco                          | Nello Dipasquale Accede al ballottaggio    | 19.526 | 45,55 | 2.220                            | 5,49   | 2     |       |
| Ragusa Soprattutto                           | Nello Dipasquale Accede al ballottaggio    | 19.526 | 45,55 | 1.504                            | 3,72   | 1     |       |
| Partito Repubblicano Italiano                | Nello Dipasquale Accede al ballottaggio    | 19.526 | 45,55 | 1.219                            | 3,01   | 1     |       |
| Ragusa Popolare                              | Nello Dipasquale Accede al ballottaggio    | 19.526 | 45,55 | 1.149                            | 2,84   | 1     |       |
|                                              | Francesco Poidomani Accede al ballottaggio | 15.036 | 35,07 | Democratici di Sinistra          | 6.356  | 15,71 | 6     |
| Italia dei Valori                            | Francesco Poidomani Accede al ballottaggio | 15.036 | 35,07 | 1.814                            | 4,48   | 1     |       |
| Rosa nel Pugno                               | Francesco Poidomani Accede al ballottaggio | 15.036 | 35,07 | 1.467                            | 3,63   | 1     |       |
| Partito della Rifondazione Comunista         | Francesco Poidomani Accede al ballottaggio | 15.036 | 35,07 | 1.004                            | 2,48   | -     |       |
| Uniti per Ragusa (PdCI - Verdi)              | Francesco Poidomani Accede al ballottaggio | 15.036 | 35,07 | 989                              | 2,44   | -     |       |
| Primavera Siciliana                          | Francesco Poidomani Accede al ballottaggio | 15.036 | 35,07 | 652                              | 1,61   | -     |       |
|                                              | Giorgio Massari                            | 3.790  | 8,84  | La Margherita                    | 2.054  | 5,08  | 2     |
| Massari per Ragusa                           | Giorgio Massari                            | 3.790  | 8,84  | 1.393                            | 3,44   | 1     |       |
| Progetto Ragusa                              | Giorgio Massari                            | 3.790  | 8,84  | 942                              | 2,33   | -     |       |
|                                              | Domenico Arezzo                            | 2.727  | 6,36  | Città                            | 1.618  | 4,00  | 1     |
|                                              | Alfredo Vicari                             | 859    | 2,00  | Alleanza Popolare per Ragusa (A) | 1.116  | 2,76  | 1     |
|                                              | Marco Valvo                                | 701    | 1,64  | Movimento per l'Autonomia        | 723    | 1,79  | -     |
|                                              | Michele Melilli                            | 232    | 0,54  | Partito Comunista dei Lavoratori | 167    | 0,41  | -     |
| Totale                                       | Totale                                     | 42.871 |       |                                  | 40.455 |       | 30    |

- La lista contrassegnata con la lettera A è apparentata al secondo turno con il candidato sindaco Nello Dipasquale.

Ballottaggio
| Candidati | Candidati                   | Voti   | %     |
| --------- | --------------------------- | ------ | ----- |
|           | Nello Dipasquale ✔️ Sindaco | 19.922 | 52,88 |
|           | Francesco Poidomani         | 17.753 | 47,12 |
| Totale    |                             |        |       |

Fonti: Primo turno - Secondo turno - Seggi

### Sardegna

#### Cagliari
| Candidati                                           | Candidati                   | Voti                        | %     | Liste                                | Voti   | %     | Seggi |
| --------------------------------------------------- | --------------------------- | --------------------------- | ----- | ------------------------------------ | ------ | ----- | ----- |
|                                                     | Emilio Floris ✔️ Sindaco    | 49.563                      | 53,63 | Forza Italia                         | 15.505 | 18,21 | 9     |
| Riformatori Sardi                                   | Emilio Floris ✔️ Sindaco    | 49.563                      | 53,63 | 8.444                                | 9,92   | 5     |       |
| Unione dei Democratici Cristiani e di Centro        | Emilio Floris ✔️ Sindaco    | 49.563                      | 53,63 | 7.327                                | 8,61   | 4     |       |
| Alleanza Nazionale                                  | Emilio Floris ✔️ Sindaco    | 49.563                      | 53,63 | 5.775                                | 6,78   | 3     |       |
| Emilio Floris Sindaco - Lavoro e Quartieri          | Emilio Floris ✔️ Sindaco    | 49.563                      | 53,63 | 3.211                                | 3,77   | 1     |       |
| Unione Democratica Sarda                            | Emilio Floris ✔️ Sindaco    | 49.563                      | 53,63 | 3.141                                | 3,69   | 1     |       |
| Centro Giovani                                      | Emilio Floris ✔️ Sindaco    | 49.563                      | 53,63 | 2.966                                | 3,48   | 1     |       |
| Partito Repubblicano Italiano                       | Emilio Floris ✔️ Sindaco    | 49.563                      | 53,63 | 424                                  | 0,50   | -     |       |
| Nuovo PSI                                           | Emilio Floris ✔️ Sindaco    | 49.563                      | 53,63 | 391                                  | 0,46   | -     |       |
|                                                     | Gian Mario Selis            | 35.758                      | 38,70 | L'Ulivo                              | 17.204 | 20,21 | 9     |
| Rosa nel Pugno                                      | Gian Mario Selis            | 35.758                      | 38,70 | 3.413                                | 4,01   | 1     |       |
| Partito Sardo d'Azione                              | Gian Mario Selis            | 35.758                      | 38,70 | 2.528                                | 2,97   | 1     |       |
| Partito della Rifondazione Comunista                | Gian Mario Selis            | 35.758                      | 38,70 | 2.371                                | 2,79   | 1     |       |
| Partito dei Comunisti Italiani                      | Gian Mario Selis            | 35.758                      | 38,70 | 2.277                                | 2,67   | 1     |       |
| Popolari UDEUR                                      | Gian Mario Selis            | 35.758                      | 38,70 | 1.411                                | 1,66   | -     |       |
| Federazione dei Verdi                               | Gian Mario Selis            | 35.758                      | 38,70 | 1.291                                | 1,52   | -     |       |
| Italia dei Valori - Repubblicani Europei - Liberali | Gian Mario Selis            | 35.758                      | 38,70 | 1.272                                | 1,49   | -     |       |
| Partito Socialista Democratico Italiano             | Gian Mario Selis            | 35.758                      | 38,70 | 684                                  | 0,80   | -     |       |
| Colori della Terra - Lista Consumatori              | Gian Mario Selis            | 35.758                      | 38,70 | 174                                  | 0,20   | -     |       |
| Seggio al candidato sindaco                         | Seggio al candidato sindaco | Seggio al candidato sindaco | 38,70 | 1                                    |        |       |       |
|                                                     | Gian Domenico Sabiu         | 5.438                       | 5,88  | Un'Altra Cagliari                    | 2.454  | 2,88  | 1     |
| Innovazione                                         | Gian Domenico Sabiu         | 5.438                       | 5,88  | 1.388                                | 1,63   | -     |       |
| Grande Cagliari                                     | Gian Domenico Sabiu         | 5.438                       | 5,88  | 514                                  | 0,60   | -     |       |
| Seggio al candidato sindaco                         | Seggio al candidato sindaco | Seggio al candidato sindaco | 5,88  | 1                                    |        |       |       |
|                                                     | Francesco Sedda             | 680                         | 0,74  | Indipendentzia Repubrica de Sardigna | 405    | 0,48  | -     |
|                                                     | Maria Nioi                  | 577                         | 0,62  | Maya de Jana                         | 334    | 0,39  | -     |
|                                                     | Gianfranco Sollai           | 392                         | 0,42  | Sardigna Natzione                    | 219    | 0,26  | -     |
| Totale                                              | Totale                      | 92.408                      |       |                                      | 85.123 |       | 40    |

#### Carbonia
| Candidati                            | Candidati                    | Voti                        | %     | Liste                                        | Voti   | %     | Seggi |
| ------------------------------------ | ---------------------------- | --------------------------- | ----- | -------------------------------------------- | ------ | ----- | ----- |
|                                      | Salvatore Cherchi ✔️ Sindaco | 15.734                      | 79,75 | Democratici di Sinistra                      | 6.925  | 36,74 | 16    |
| La Margherita                        | Salvatore Cherchi ✔️ Sindaco | 15.734                      | 79,75 | 2.816                                        | 14,94  | 6     |       |
| Partito della Rifondazione Comunista | Salvatore Cherchi ✔️ Sindaco | 15.734                      | 79,75 | 1.473                                        | 7,81   | 3     |       |
| Democratici Cristiani Sardi          | Salvatore Cherchi ✔️ Sindaco | 15.734                      | 79,75 | 850                                          | 4,51   | 2     |       |
| Italia dei Valori                    | Salvatore Cherchi ✔️ Sindaco | 15.734                      | 79,75 | 823                                          | 4,37   | 2     |       |
| Partito dei Comunisti Italiani       | Salvatore Cherchi ✔️ Sindaco | 15.734                      | 79,75 | 684                                          | 3,63   | 1     |       |
| Rosa nel Pugno                       | Salvatore Cherchi ✔️ Sindaco | 15.734                      | 79,75 | 499                                          | 2,65   | 1     |       |
| Popolari UDEUR                       | Salvatore Cherchi ✔️ Sindaco | 15.734                      | 79,75 | 497                                          | 2,64   | 1     |       |
|                                      | Alberto Zonchello            | 1.894                       | 9,60  | Unione dei Democratici Cristiani e di Centro | 1.552  | 8,23  | 3     |
| Alleanza Nazionale                   | Alberto Zonchello            | 1.894                       | 9,60  | 515                                          | 2,73   | -     |       |
| Seggio al candidato sindaco          | Seggio al candidato sindaco  | Seggio al candidato sindaco | 9,60  | 1                                            |        |       |       |
|                                      | Alessandro Masciarelli       | 1.096                       | 5,56  | Forza Italia                                 | 1.081  | 5,73  | 2     |
|                                      | Mario Porcu                  | 762                         | 3,86  | Progetto Carbonia                            | 920    | 4,88  | 2     |
|                                      | Agnese Delogu                | 243                         | 1,23  | Partito Sardo d'Azione - Sardigna Natzione   | 215    | 1,14  | -     |
| Totale                               | Totale                       | 19.729                      |       |                                              | 18.850 |       | 40    |

## Elezioni provinciali

### Lombardia

#### Provincia di Mantova
| Candidati                                    | Candidati                        | Voti                           | %     | Liste              | Voti    | %     | Seggi |
| -------------------------------------------- | -------------------------------- | ------------------------------ | ----- | ------------------ | ------- | ----- | ----- |
|                                              | Maurizio Fontanili ✔️ Presidente | 96.370                         | 53,61 | L'Ulivo            | 53.740  | 34,49 | 14    |
| Partito dei Comunisti Italiani               | Maurizio Fontanili ✔️ Presidente | 96.370                         | 53,61 | 9.463              | 6,07    | 2     |       |
| Partito della Rifondazione Comunista         | Maurizio Fontanili ✔️ Presidente | 96.370                         | 53,61 | 7.107              | 4,56    | 1     |       |
| Rosa nel Pugno                               | Maurizio Fontanili ✔️ Presidente | 96.370                         | 53,61 | 3.966              | 2,55    | 1     |       |
| Federazione dei Verdi                        | Maurizio Fontanili ✔️ Presidente | 96.370                         | 53,61 | 3.284              | 2,11    | -     |       |
| Italia dei Valori                            | Maurizio Fontanili ✔️ Presidente | 96.370                         | 53,61 | 2.983              | 1,91    | -     |       |
| Popolari UDEUR                               | Maurizio Fontanili ✔️ Presidente | 96.370                         | 53,61 | 664                | 0,43    | -     |       |
|                                              | Giovanni Rossi                   | 80.732                         | 44,91 | Forza Italia       | 28.665  | 18,40 | 5     |
| Alleanza Nazionale                           | Giovanni Rossi                   | 80.732                         | 44,91 | 14.566             | 9,35    | 2     |       |
| Lega Nord                                    | Giovanni Rossi                   | 80.732                         | 44,91 | 13.900             | 8,92    | 2     |       |
| Unione dei Democratici Cristiani e di Centro | Giovanni Rossi                   | 80.732                         | 44,91 | 10.164             | 6,52    | 2     |       |
| Provincia Territorio                         | Giovanni Rossi                   | 80.732                         | 44,91 | 4.993              | 3,20    | -     |       |
| Seggio al candidato presidente               | Seggio al candidato presidente   | Seggio al candidato presidente | 44,91 | 1                  |         |       |       |
|                                              | Elidio De Paoli                  | 2.663                          | 1,48  | Partito Pensionati | 1.308   | 0,84  | -     |
| Lega per l'Autonomia - Alleanza Lombarda     | Elidio De Paoli                  | 2.663                          | 1,48  | 1.015              | 0,65    | -     |       |
| Totale                                       | Totale                           | 179.765                        |       |                    | 155.818 |       | 30    |

#### Provincia di Pavia
| Candidati                                                  | Candidati                      | Voti                           | %     | Liste                     | Voti    | %     | Seggi |
| ---------------------------------------------------------- | ------------------------------ | ------------------------------ | ----- | ------------------------- | ------- | ----- | ----- |
|                                                            | Vittorio Poma ✔️ Presidente    | 126.686                        | 50,20 | Forza Italia              | 63.595  | 27,42 | 10    |
| Lega Nord                                                  | Vittorio Poma ✔️ Presidente    | 126.686                        | 50,20 | 21.709                    | 9,36    | 3     |       |
| Alleanza Nazionale                                         | Vittorio Poma ✔️ Presidente    | 126.686                        | 50,20 | 18.602                    | 8,02    | 3     |       |
| Unione dei Democratici Cristiani e di Centro               | Vittorio Poma ✔️ Presidente    | 126.686                        | 50,20 | 13.188                    | 5,69    | 2     |       |
| Nuovo PSI - Partito Repubblicano Italiano                  | Vittorio Poma ✔️ Presidente    | 126.686                        | 50,20 | 1.671                     | 0,72    | -     |       |
|                                                            | Andrea Albergati               | 117.277                        | 46,47 | Democratici di Sinistra   | 45.312  | 19,54 | 6     |
| La Margherita                                              | Andrea Albergati               | 117.277                        | 46,47 | 20.616                    | 8,89    | 2     |       |
| Partito della Rifondazione Comunista                       | Andrea Albergati               | 117.277                        | 46,47 | 15.219                    | 6,56    | 2     |       |
| Rosa nel Pugno                                             | Andrea Albergati               | 117.277                        | 46,47 | 7.610                     | 3,28    | 1     |       |
| Verdi - Italia dei Valori - Partito dei Comunisti Italiani | Andrea Albergati               | 117.277                        | 46,47 | 6.967                     | 3,00    | -     |       |
| Popolari UDEUR                                             | Andrea Albergati               | 117.277                        | 46,47 | 4.623                     | 1,99    | -     |       |
| Partito Pensionati                                         | Andrea Albergati               | 117.277                        | 46,47 | 4.590                     | 1,98    | -     |       |
| Movimento Repubblicani Europei                             | Andrea Albergati               | 117.277                        | 46,47 | 489                       | 0,21    | -     |       |
| Seggio al candidato presidente                             | Seggio al candidato presidente | Seggio al candidato presidente | 46,47 | 1                         |         |       |       |
|                                                            | Livio Verderio                 | 3.331                          | 1,32  | Lega Padana Lombardia     | 3.085   | 1,33  | -     |
|                                                            | Franco Martini                 | 2.057                          | 0,82  | Franco Martini Presidente | 1.793   | 0,77  | -     |
|                                                            | Luca Battista                  | 1.859                          | 0,74  | Fiamma Tricolore          | 1.739   | 0,75  | -     |
|                                                            | Giuseppe Fassardi              | 1.159                          | 0,46  | Forza Nuova               | 1.106   | 0,48  | -     |
| Totale                                                     | Totale                         | 252.369                        |       |                           | 231.914 |       | 30    |

### Veneto

#### Provincia di Treviso
| Candidati                                    | Candidati                      | Voti                           | %     | Liste                                 | Voti    | %     | Seggi |
| -------------------------------------------- | ------------------------------ | ------------------------------ | ----- | ------------------------------------- | ------- | ----- | ----- |
|                                              | Leonardo Muraro ✔️ Presidente  | 223.388                        | 57,33 | Forza Italia                          | 63.810  | 18,07 | 7     |
| Lega Nord                                    | Leonardo Muraro ✔️ Presidente  | 223.388                        | 57,33 | 54.796                                | 15,52   | 6     |       |
| Lista Zaia                                   | Leonardo Muraro ✔️ Presidente  | 223.388                        | 57,33 | 48.070                                | 13,62   | 5     |       |
| Unione dei Democratici Cristiani e di Centro | Leonardo Muraro ✔️ Presidente  | 223.388                        | 57,33 | 19.977                                | 5,66    | 2     |       |
| Alleanza Nazionale                           | Leonardo Muraro ✔️ Presidente  | 223.388                        | 57,33 | 18.984                                | 5,38    | 2     |       |
|                                              | Lorenzo Biagi                  | 117.627                        | 30,19 | L'Ulivo                               | 62.054  | 17,58 | 7     |
| Unione per la Marca (PdCI - Verdi)           | Lorenzo Biagi                  | 117.627                        | 30,19 | 17.348                                | 4,91    | 1     |       |
| Partito della Rifondazione Comunista         | Lorenzo Biagi                  | 117.627                        | 30,19 | 9.794                                 | 2,77    | 1     |       |
| Italia dei Valori                            | Lorenzo Biagi                  | 117.627                        | 30,19 | 6.382                                 | 1,81    | -     |       |
| Rosa nel Pugno                               | Lorenzo Biagi                  | 117.627                        | 30,19 | 4.069                                 | 1,15    | -     |       |
| Radici di Marca con Biagi                    | Lorenzo Biagi                  | 117.627                        | 30,19 | 1.745                                 | 0,49    | -     |       |
| Popolari UDEUR                               | Lorenzo Biagi                  | 117.627                        | 30,19 | 527                                   | 0,15    | -     |       |
| Seggio al candidato presidente               | Seggio al candidato presidente | Seggio al candidato presidente | 30,19 | 1                                     |         |       |       |
|                                              | Giorgio Panto                  | 40.175                         | 10,31 | Progetto NordEst                      | 38.247  | 10,83 | 4     |
|                                              | Claudio Vettoretti             | 2.527                          | 0,65  | Democrazia Cristiana per le Autonomie | 1.648   | 0,47  | -     |
|                                              | Moreno Voltarello              | 1.677                          | 0,43  | Nuovo PSI                             | 1.693   | 0,48  | -     |
|                                              | Bruno Cesaro                   | 1.648                          | 0,42  | Fiamma Tricolore                      | 1.547   | 0,44  | -     |
|                                              | Giorgio Pirovano               | 1.439                          | 0,37  | Destra per Treviso                    | 1.324   | 0,38  | -     |
|                                              | Rosanna Spolaore               | 1.188                          | 0,30  | Partito Donne d'Europa                | 1.021   | 0,29  | -     |
| Totale                                       | Totale                         | 389.669                        |       |                                       | 353.036 |       | 36    |

### Friuli-Venezia Giulia

#### Provincia di Gorizia
| Candidati                                    | Candidati                                | Voti                           | %     | Liste                       | Voti   | %     | Seggi |
| -------------------------------------------- | ---------------------------------------- | ------------------------------ | ----- | --------------------------- | ------ | ----- | ----- |
|                                              | Enrico Gherghetta Accede al ballottaggio | 46.279                         | 48,27 | L'Ulivo                     | 27.818 | 32,28 | 10    |
| Partito della Rifondazione Comunista         | Enrico Gherghetta Accede al ballottaggio | 46.279                         | 48,27 | 5.468                       | 6,35   | 1     |       |
| Federazione dei Verdi - Italia dei Valori    | Enrico Gherghetta Accede al ballottaggio | 46.279                         | 48,27 | 3.202                       | 3,72   | 1     |       |
| Partito dei Comunisti Italiani               | Enrico Gherghetta Accede al ballottaggio | 46.279                         | 48,27 | 3.099                       | 3,60   | 1     |       |
| Partito Pensionati                           | Enrico Gherghetta Accede al ballottaggio | 46.279                         | 48,27 | 2.910                       | 3,38   | 1     |       |
|                                              | Leonardo Zappalà Accede al ballottaggio  | 23.848                         | 24,87 | Forza Italia                | 15.483 | 17,97 | 4     |
| Unione dei Democratici Cristiani e di Centro | Leonardo Zappalà Accede al ballottaggio  | 23.848                         | 24,87 | 5.768                       | 6,69   | 1     |       |
| Seggio al candidato presidente               | Seggio al candidato presidente           | Seggio al candidato presidente | 24,87 | 1                           |        |       |       |
|                                              | Gino Maniacco                            | 10.901                         | 11,37 | Alleanza Nazionale          | 10.117 | 11,74 | 2     |
|                                              | Luciano Migliorini                       | 6.118                          | 6,38  | Cittadini per il Presidente | 4.537  | 5,26  | 1     |
|                                              | Carlo Morandini                          | 5.247                          | 5,47  | Lega Nord                   | 4.875  | 5,66  | 1     |
|                                              | Sergio Cosma                             | 1.909                          | 1,99  | Fiamma Tricolore            | 1.618  | 1,88  | -     |
|                                              | Renato Fiorelli                          | 1.574                          | 1,64  | Lista Fiorelli              | 1.281  | 1,49  | -     |
| Totale                                       | Totale                                   | 95.876                         |       |                             | 86.176 |       | 24    |

Ballottaggio
| Candidati | Candidati                       | Voti   | %     |
| --------- | ------------------------------- | ------ | ----- |
|           | Enrico Gherghetta ✔️ Presidente | 34.211 | 58,86 |
|           | Leonardo Zappalà                | 23.914 | 41,14 |
| Totale    |                                 |        |       |

Fonti: Primo turno, presidenti - Liste - Secondo turno - Seggi

#### Provincia di Trieste
| Candidati                                    | Candidati                                         | Voti                           | %     | Liste                   | Voti    | %     | Seggi |
| -------------------------------------------- | ------------------------------------------------- | ------------------------------ | ----- | ----------------------- | ------- | ----- | ----- |
|                                              | Maria Teresa Bassa Poropat Accede al ballottaggio | 76.045                         | 48,89 | Democratici di Sinistra | 20.520  | 14,81 | 5     |
| La Margherita                                | Maria Teresa Bassa Poropat Accede al ballottaggio | 76.045                         | 48,89 | 15.499                  | 11,19   | 4     |       |
| Partito della Rifondazione Comunista         | Maria Teresa Bassa Poropat Accede al ballottaggio | 76.045                         | 48,89 | 7.374                   | 5,32    | 2     |       |
| Cittadini per Trieste                        | Maria Teresa Bassa Poropat Accede al ballottaggio | 76.045                         | 48,89 | 4.435                   | 3,20    | 1     |       |
| Partito dei Comunisti Italiani               | Maria Teresa Bassa Poropat Accede al ballottaggio | 76.045                         | 48,89 | 4.292                   | 3,10    | 1     |       |
| Federazione dei Verdi                        | Maria Teresa Bassa Poropat Accede al ballottaggio | 76.045                         | 48,89 | 3.537                   | 2,55    | 1     |       |
| Rosa nel Pugno                               | Maria Teresa Bassa Poropat Accede al ballottaggio | 76.045                         | 48,89 | 3.117                   | 2,25    | -     |       |
| Italia dei Valori                            | Maria Teresa Bassa Poropat Accede al ballottaggio | 76.045                         | 48,89 | 2.426                   | 1,75    | -     |       |
| Partito Pensionati                           | Maria Teresa Bassa Poropat Accede al ballottaggio | 76.045                         | 48,89 | 2.095                   | 1,51    | -     |       |
| Primo Rovis                                  | Maria Teresa Bassa Poropat Accede al ballottaggio | 76.045                         | 48,89 | 1.720                   | 1,24    | -     |       |
| Scelgo Donna                                 | Maria Teresa Bassa Poropat Accede al ballottaggio | 76.045                         | 48,89 | 1.100                   | 0,79    | -     |       |
| Popolari UDEUR                               | Maria Teresa Bassa Poropat Accede al ballottaggio | 76.045                         | 48,89 | 786                     | 0,57    | -     |       |
| Nuovo PSI                                    | Maria Teresa Bassa Poropat Accede al ballottaggio | 76.045                         | 48,89 | 412                     | 0,30    | -     |       |
|                                              | Fabio Scoccimarro Accede al ballottaggio          | 75.538                         | 48,56 | Forza Italia            | 26.889  | 19,41 | 4     |
| Alleanza Nazionale                           | Fabio Scoccimarro Accede al ballottaggio          | 75.538                         | 48,56 | 22.404                  | 16,17   | 4     |       |
| Lista Civica Dipiazza                        | Fabio Scoccimarro Accede al ballottaggio          | 75.538                         | 48,56 | 9.761                   | 7,05    | 1     |       |
| Unione dei Democratici Cristiani e di Centro | Fabio Scoccimarro Accede al ballottaggio          | 75.538                         | 48,56 | 4.666                   | 3,37    | -     |       |
| Lega Nord                                    | Fabio Scoccimarro Accede al ballottaggio          | 75.538                         | 48,56 | 2.687                   | 1,94    | -     |       |
| Lista per Trieste                            | Fabio Scoccimarro Accede al ballottaggio          | 75.538                         | 48,56 | 847                     | 0,61    | -     |       |
| Partito Repubblicano Italiano                | Fabio Scoccimarro Accede al ballottaggio          | 75.538                         | 48,56 | 435                     | 0,31    | -     |       |
| Seggio al candidato presidente               | Seggio al candidato presidente                    | Seggio al candidato presidente | 48,56 | 1                       |         |       |       |
|                                              | Riccardo Novacco                                  | 1.200                          | 0,77  | Futuro per Trieste      | 1.028   | 0,74  | -     |
|                                              | Lorenzo Lorusso                                   | 1.143                          | 0,73  | La Tua Trieste          | 1.056   | 0,76  | -     |
|                                              | Fabio Bellani                                     | 895                            | 0,58  | Fronte Nazionale        | 819     | 0,59  | -     |
|                                              | Antonia Caroli                                    | 735                            | 0,47  | Progetto NordEst        | 645     | 0,47  | -     |
| Totale                                       | Totale                                            | 155.556                        |       |                         | 138.550 |       | 24    |

Ballottaggio
| Candidati | Candidati                                | Voti   | %     |
| --------- | ---------------------------------------- | ------ | ----- |
|           | Maria Teresa Bassa Poropat ✔️ Presidente | 65.607 | 50,83 |
|           | Fabio Scoccimarro                        | 63.474 | 49,17 |
| Totale    |                                          |        |       |

Fonti: Primo turno, presidenti - Liste - Secondo turno - Seggi

#### Provincia di Udine
| Candidati                                    | Candidati                       | Voti                           | %     | Liste                   | Voti    | %     | Seggi |
| -------------------------------------------- | ------------------------------- | ------------------------------ | ----- | ----------------------- | ------- | ----- | ----- |
|                                              | Marzio Strassoldo ✔️ Presidente | 200.584                        | 57,77 | Forza Italia            | 66.091  | 20,34 | 7     |
| Alleanza Nazionale                           | Marzio Strassoldo ✔️ Presidente | 200.584                        | 57,77 | 49.201                  | 15,14   | 5     |       |
| Lega Nord                                    | Marzio Strassoldo ✔️ Presidente | 200.584                        | 57,77 | 31.009                  | 9,54    | 3     |       |
| Unione dei Democratici Cristiani e di Centro | Marzio Strassoldo ✔️ Presidente | 200.584                        | 57,77 | 26.011                  | 8,00    | 3     |       |
| Movimento Friuli                             | Marzio Strassoldo ✔️ Presidente | 200.584                        | 57,77 | 9.933                   | 3,06    | 1     |       |
| Nuovo PSI                                    | Marzio Strassoldo ✔️ Presidente | 200.584                        | 57,77 | 6.335                   | 1,95    | -     |       |
| Partito Repubblicano Italiano                | Marzio Strassoldo ✔️ Presidente | 200.584                        | 57,77 | 1.194                   | 0,37    | -     |       |
| Riformatori Liberali                         | Marzio Strassoldo ✔️ Presidente | 200.584                        | 57,77 | 731                     | 0,22    | -     |       |
|                                              | Giancarlo Tonutti               | 128.231                        | 36,93 | Democratici di Sinistra | 40.112  | 12,34 | 5     |
| La Margherita                                | Giancarlo Tonutti               | 128.231                        | 36,93 | 28.962                  | 8,91    | 3     |       |
| Partito della Rifondazione Comunista         | Giancarlo Tonutti               | 128.231                        | 36,93 | 13.450                  | 4,14    | 1     |       |
| Rosa nel Pugno                               | Giancarlo Tonutti               | 128.231                        | 36,93 | 8.128                   | 2,50    | 1     |       |
| Convergenza                                  | Giancarlo Tonutti               | 128.231                        | 36,93 | 6.747                   | 2,08    | -     |       |
| Italia dei Valori                            | Giancarlo Tonutti               | 128.231                        | 36,93 | 5.790                   | 1,78    | -     |       |
| Cittadini per il Presidente                  | Giancarlo Tonutti               | 128.231                        | 36,93 | 4.792                   | 1,47    | -     |       |
| Federazione dei Verdi                        | Giancarlo Tonutti               | 128.231                        | 36,93 | 4.615                   | 1,42    | -     |       |
| Partito Pensionati                           | Giancarlo Tonutti               | 128.231                        | 36,93 | 3.758                   | 1,16    | -     |       |
| Sinistra Eco Solidale                        | Giancarlo Tonutti               | 128.231                        | 36,93 | 1.620                   | 0,50    | -     |       |
| Seggio al candidato presidente               | Seggio al candidato presidente  | Seggio al candidato presidente | 36,93 | 1                       |         |       |       |
|                                              | Alessandra Battellino           | 5.372                          | 1,55  | Scelgo Donna            | 4.966   | 1,53  | -     |
|                                              | Giuliano Castenetto             | 3.920                          | 1,13  | Autonomia Friuli        | 2.397   | 0,74  | -     |
| Nuova DC - Popolari UDEUR                    | Giuliano Castenetto             | 3.920                          | 1,13  | 1.005                   | 0,31    | -     |       |
|                                              | Beppino Michele Fabris          | 3.367                          | 0,97  | Progetto NordEst        | 3.141   | 0,97  | -     |
|                                              | Sergio Tiepolo                  | 3.151                          | 0,91  | Alternativa Sociale     | 2.722   | 0,84  | -     |
|                                              | Diego Volpe Pasini              | 2.594                          | 0,75  | SOS Italia              | 2.228   | 0,69  | -     |
| Totale                                       | Totale                          | 347.219                        |       |                         | 324.938 |       | 30    |

Fonti: Presidenti - Liste - Seggi

### Liguria

#### Provincia di Imperia
| Candidati                                                  | Candidati                       | Voti                           | %     | Liste                                 | Voti   | %     | Seggi |
| ---------------------------------------------------------- | ------------------------------- | ------------------------------ | ----- | ------------------------------------- | ------ | ----- | ----- |
|                                                            | Giovanni Giuliano ✔️ Presidente | 59.885                         | 60,57 | Forza Italia                          | 30.362 | 31,45 | 8     |
| Alleanza Nazionale                                         | Giovanni Giuliano ✔️ Presidente | 59.885                         | 60,57 | 13.927                                | 14,43  | 4     |       |
| Unione dei Democratici Cristiani e di Centro               | Giovanni Giuliano ✔️ Presidente | 59.885                         | 60,57 | 9.626                                 | 9,97   | 2     |       |
| Lega Nord                                                  | Giovanni Giuliano ✔️ Presidente | 59.885                         | 60,57 | 5.886                                 | 6,10   | 1     |       |
|                                                            | Fulvio Vassallo                 | 36.913                         | 37,33 | Democratici di Sinistra               | 14.101 | 14,61 | 4     |
| La Margherita                                              | Fulvio Vassallo                 | 36.913                         | 37,33 | 7.074                                 | 7,33   | 2     |       |
| Partito della Rifondazione Comunista                       | Fulvio Vassallo                 | 36.913                         | 37,33 | 5.412                                 | 5,61   | 1     |       |
| Verdi - Italia dei Valori - Partito dei Comunisti Italiani | Fulvio Vassallo                 | 36.913                         | 37,33 | 3.560                                 | 3,69   | 1     |       |
| Rosa nel Pugno                                             | Fulvio Vassallo                 | 36.913                         | 37,33 | 2.863                                 | 2,97   | -     |       |
| Gente della Liguria                                        | Fulvio Vassallo                 | 36.913                         | 37,33 | 1.807                                 | 1,87   | -     |       |
| Seggio al candidato presidente                             | Seggio al candidato presidente  | Seggio al candidato presidente | 37,33 | 1                                     |        |       |       |
|                                                            | Massimo Saviozzi                | 2.077                          | 2,10  | Democrazia Cristiana per le Autonomie | 1.920  | 1,99  | -     |
| Totale                                                     | Totale                          | 98.875                         |       |                                       | 96.538 |       | 24    |

### Emilia-Romagna

#### Provincia di Ravenna
| Candidati                                    | Candidati                          | Voti                           | %     | Liste              | Voti    | %     | Seggi |
| -------------------------------------------- | ---------------------------------- | ------------------------------ | ----- | ------------------ | ------- | ----- | ----- |
|                                              | Francesco Giangrandi ✔️ Presidente | 137.000                        | 70,23 | L'Ulivo            | 92.340  | 49,82 | 18    |
| Partito della Rifondazione Comunista         | Francesco Giangrandi ✔️ Presidente | 137.000                        | 70,23 | 10.818             | 5,84    | 2     |       |
| Partito dei Comunisti Italiani               | Francesco Giangrandi ✔️ Presidente | 137.000                        | 70,23 | 9.845              | 5,31    | 1     |       |
| Partito Repubblicano Italiano                | Francesco Giangrandi ✔️ Presidente | 137.000                        | 70,23 | 7.054              | 3,81    | 1     |       |
| Federazione dei Verdi                        | Francesco Giangrandi ✔️ Presidente | 137.000                        | 70,23 | 4.161              | 2,24    | -     |       |
| Italia dei Valori                            | Francesco Giangrandi ✔️ Presidente | 137.000                        | 70,23 | 3.504              | 1,89    | -     |       |
| Rosa nel Pugno                               | Francesco Giangrandi ✔️ Presidente | 137.000                        | 70,23 | 2.651              | 1,43    | -     |       |
|                                              | Vincenzo Galassini                 | 41.970                         | 21,52 | Forza Italia       | 26.597  | 14,35 | 4     |
| Unione dei Democratici Cristiani e di Centro | Vincenzo Galassini                 | 41.970                         | 21,52 | 9.432              | 5,09    | 1     |       |
| Lega Nord                                    | Vincenzo Galassini                 | 41.970                         | 21,52 | 3.700              | 2,00    | -     |       |
| Seggio al candidato presidente               | Seggio al candidato presidente     | Seggio al candidato presidente | 21,52 | 1                  |         |       |       |
|                                              | Massimo Mazzolani                  | 15.430                         | 7,91  | Alleanza Nazionale | 14.653  | 7,91  | 1     |
|                                              | Alberto Magnani                    | 662                            | 0,34  | L'Unicorno         | 592     | 0,32  | -     |
| Totale                                       | Totale                             | 195.062                        |       |                    | 185.347 |       | 30    |

### Toscana

#### Provincia di Lucca
| Candidati                                              | Candidati                      | Voti                           | %     | Liste                              | Voti    | %     | Seggi |
| ------------------------------------------------------ | ------------------------------ | ------------------------------ | ----- | ---------------------------------- | ------- | ----- | ----- |
|                                                        | Stefano Baccelli ✔️ Presidente | 94.531                         | 53,29 | Democratici di Sinistra            | 32.025  | 20,63 | 8     |
| La Margherita                                          | Stefano Baccelli ✔️ Presidente | 94.531                         | 53,29 | 20.145                             | 12,98   | 5     |       |
| Partito della Rifondazione Comunista                   | Stefano Baccelli ✔️ Presidente | 94.531                         | 53,29 | 11.549                             | 7,44    | 3     |       |
| Partito dei Comunisti Italiani                         | Stefano Baccelli ✔️ Presidente | 94.531                         | 53,29 | 7.655                              | 4,93    | 2     |       |
| Federazione dei Verdi                                  | Stefano Baccelli ✔️ Presidente | 94.531                         | 53,29 | 3.068                              | 1,98    | -     |       |
| I Socialisti - Partito Socialista Democratico Italiano | Stefano Baccelli ✔️ Presidente | 94.531                         | 53,29 | 2.877                              | 1,85    | -     |       |
| Italia dei Valori                                      | Stefano Baccelli ✔️ Presidente | 94.531                         | 53,29 | 2.755                              | 1,77    | -     |       |
| Rosa nel Pugno                                         | Stefano Baccelli ✔️ Presidente | 94.531                         | 53,29 | 2.723                              | 1,75    | -     |       |
| Popolari UDEUR                                         | Stefano Baccelli ✔️ Presidente | 94.531                         | 53,29 | 1.320                              | 0,85    | -     |       |
|                                                        | Lisandro Gambogi               | 67.778                         | 38,21 | Forza Italia                       | 31.143  | 20,06 | 6     |
| Alleanza Nazionale                                     | Lisandro Gambogi               | 67.778                         | 38,21 | 19.187                             | 12,36   | 3     |       |
| Unione dei Democratici Cristiani e di Centro           | Lisandro Gambogi               | 67.778                         | 38,21 | 9.681                              | 6,24    | 1     |       |
| Democrazia Cristiana per le Autonomie                  | Lisandro Gambogi               | 67.778                         | 38,21 | 954                                | 0,61    | -     |       |
| Seggio al candidato presidente                         | Seggio al candidato presidente | Seggio al candidato presidente | 38,21 | 1                                  |         |       |       |
|                                                        | Pietro Fazzi                   | 11.165                         | 6,29  | Liberi e Responsabili              | 5.613   | 3,62  | -     |
| Movimento Autonomo Pensionati                          | Pietro Fazzi                   | 11.165                         | 6,29  | 1.004                              | 0,65    | -     |       |
| Seggio al candidato presidente                         | Seggio al candidato presidente | Seggio al candidato presidente | 6,29  | 1                                  |         |       |       |
|                                                        | Andrea Martinelli              | 1.574                          | 0,89  | Lega Nord                          | 1.444   | 0,93  | -     |
|                                                        | Maria Giuseppina Abate         | 1.324                          | 0,75  | Ambiente e Futuro                  | 1.147   | 0,74  | -     |
|                                                        | Raffaello Michele Petri        | 649                            | 0,37  | Lista Comunista                    | 619     | 0,40  | -     |
|                                                        | Amerigo De Cesari              | 354                            | 0,20  | Italia Moderata - Monarchici Uniti | 322     | 0,21  | -     |
| Totale                                                 | Totale                         | 177.375                        |       |                                    | 155.231 |       | 30    |

### Molise

#### Provincia di Campobasso
| Candidati                                    | Candidati                      | Voti                           | %     | Liste                          | Voti    | %     | Seggi |
| -------------------------------------------- | ------------------------------ | ------------------------------ | ----- | ------------------------------ | ------- | ----- | ----- |
|                                              | Nicola D'Ascanio ✔️ Presidente | 70.812                         | 52,29 | La Margherita                  | 16.044  | 12,35 | 4     |
| Democratici di Sinistra                      | Nicola D'Ascanio ✔️ Presidente | 70.812                         | 52,29 | 14.196                         | 10,93   | 3     |       |
| Italia dei Valori                            | Nicola D'Ascanio ✔️ Presidente | 70.812                         | 52,29 | 12.053                         | 9,28    | 3     |       |
| Popolari UDEUR                               | Nicola D'Ascanio ✔️ Presidente | 70.812                         | 52,29 | 7.350                          | 5,66    | 1     |       |
| Socialisti Molise                            | Nicola D'Ascanio ✔️ Presidente | 70.812                         | 52,29 | 5.423                          | 4,18    | 1     |       |
| Partito dei Comunisti Italiani               | Nicola D'Ascanio ✔️ Presidente | 70.812                         | 52,29 | 5.354                          | 4,12    | 1     |       |
| Partito della Rifondazione Comunista         | Nicola D'Ascanio ✔️ Presidente | 70.812                         | 52,29 | 4.933                          | 3,80    | 1     |       |
| Federazione dei Verdi                        | Nicola D'Ascanio ✔️ Presidente | 70.812                         | 52,29 | 2.586                          | 1,99    | -     |       |
|                                              | Angiolina Fusco Perrella       | 59.683                         | 44,07 | Forza Italia                   | 14.094  | 10,85 | 3     |
| Alleanza Nazionale                           | Angiolina Fusco Perrella       | 59.683                         | 44,07 | 12.437                         | 9,57    | 2     |       |
| Unione dei Democratici Cristiani e di Centro | Angiolina Fusco Perrella       | 59.683                         | 44,07 | 8.782                          | 6,76    | 2     |       |
| Democrazia Cristiana per le Autonomie        | Angiolina Fusco Perrella       | 59.683                         | 44,07 | 6.930                          | 5,34    | 1     |       |
| Progetto Molise                              | Angiolina Fusco Perrella       | 59.683                         | 44,07 | 5.884                          | 4,53    | 1     |       |
| GIPM                                         | Angiolina Fusco Perrella       | 59.683                         | 44,07 | 3.772                          | 2,90    | -     |       |
| CDL                                          | Angiolina Fusco Perrella       | 59.683                         | 44,07 | 2.417                          | 1,86    | -     |       |
| Per Crescere Insieme                         | Angiolina Fusco Perrella       | 59.683                         | 44,07 | 1.758                          | 1,35    | -     |       |
| Nuovo PSI                                    | Angiolina Fusco Perrella       | 59.683                         | 44,07 | 1.246                          | 0,96    | -     |       |
| Seggio al candidato presidente               | Seggio al candidato presidente | Seggio al candidato presidente | 44,07 | 1                              |         |       |       |
|                                              | Gaetano Di Niro                | 3.782                          | 2,79  | Laboratorio Molise             | 3.650   | 2,81  | -     |
|                                              | Roberto D'Aloisio              | 1.137                          | 0,84  | Fronte Nazionale - Forza Nuova | 983     | 0,76  | -     |
| Totale                                       | Totale                         | 135.414                        |       |                                | 129.892 |       | 24    |

### Calabria

#### Provincia di Reggio Calabria
| Candidati                                    | Candidati                       | Voti                           | %     | Liste                    | Voti    | %    | Seggi |
| -------------------------------------------- | ------------------------------- | ------------------------------ | ----- | ------------------------ | ------- | ---- | ----- |
|                                              | Giuseppe Morabito ✔️ Presidente | 178.504                        | 58,47 | Popolari UDEUR           | 21.623  | 7,15 | 3     |
| Democratici di Sinistra                      | Giuseppe Morabito ✔️ Presidente | 178.504                        | 58,47 | 20.954                   | 6,93    | 3    |       |
| La Margherita                                | Giuseppe Morabito ✔️ Presidente | 178.504                        | 58,47 | 17.555                   | 5,81    | 2    |       |
| Partito Democratico Meridionale              | Giuseppe Morabito ✔️ Presidente | 178.504                        | 58,47 | 14.917                   | 4,93    | 2    |       |
| Partito della Rifondazione Comunista         | Giuseppe Morabito ✔️ Presidente | 178.504                        | 58,47 | 13.803                   | 4,57    | 2    |       |
| Rosa nel Pugno                               | Giuseppe Morabito ✔️ Presidente | 178.504                        | 58,47 | 13.544                   | 4,48    | 1    |       |
| Margherita                                   | Giuseppe Morabito ✔️ Presidente | 178.504                        | 58,47 | 13.130                   | 4,34    | 1    |       |
| I Socialisti                                 | Giuseppe Morabito ✔️ Presidente | 178.504                        | 58,47 | 11.563                   | 3,82    | 1    |       |
| Partito dei Comunisti Italiani               | Giuseppe Morabito ✔️ Presidente | 178.504                        | 58,47 | 10.879                   | 3,60    | 1    |       |
| Riformisti                                   | Giuseppe Morabito ✔️ Presidente | 178.504                        | 58,47 | 9.321                    | 3,08    | 1    |       |
| Italia dei Valori                            | Giuseppe Morabito ✔️ Presidente | 178.504                        | 58,47 | 8.323                    | 2,75    | 1    |       |
| Socialisti Autonomisti - MDR                 | Giuseppe Morabito ✔️ Presidente | 178.504                        | 58,47 | 6.770                    | 2,24    | -    |       |
| Federazione dei Verdi                        | Giuseppe Morabito ✔️ Presidente | 178.504                        | 58,47 | 6.402                    | 2,12    | -    |       |
| Socialisti Democratici Italiani - FSC        | Giuseppe Morabito ✔️ Presidente | 178.504                        | 58,47 | 4.134                    | 1,37    | -    |       |
| Lista Consumatori                            | Giuseppe Morabito ✔️ Presidente | 178.504                        | 58,47 | 2.508                    | 0,83    | -    |       |
| Segno per Vincere                            | Giuseppe Morabito ✔️ Presidente | 178.504                        | 58,47 | 2.098                    | 0,69    | -    |       |
|                                              | Leone Manti                     | 121.962                        | 39,95 | Forza Italia             | 28.731  | 9,50 | 4     |
| Unione dei Democratici Cristiani e di Centro | Leone Manti                     | 121.962                        | 39,95 | 20.234                   | 6,69    | 3    |       |
| Alleanza Nazionale                           | Leone Manti                     | 121.962                        | 39,95 | 17.682                   | 5,85    | 2    |       |
| Centro Democratico Cristiano                 | Leone Manti                     | 121.962                        | 39,95 | 13.120                   | 4,34    | 1    |       |
| Partito Repubblicano Italiano                | Leone Manti                     | 121.962                        | 39,95 | 7.818                    | 2,59    | 1    |       |
| Governo Popolare per Manti                   | Leone Manti                     | 121.962                        | 39,95 | 6.224                    | 2,06    | -    |       |
| Movimento per l'Autonomia                    | Leone Manti                     | 121.962                        | 39,95 | 5.607                    | 1,85    | -    |       |
| Patto per Manti                              | Leone Manti                     | 121.962                        | 39,95 | 4.964                    | 1,64    | -    |       |
| Nuovo PSI                                    | Leone Manti                     | 121.962                        | 39,95 | 4.041                    | 1,34    | -    |       |
| Destre Sociali Calabria                      | Leone Manti                     | 121.962                        | 39,95 | 2.967                    | 0,98    | -    |       |
| Mediterraneo d'Europa                        | Leone Manti                     | 121.962                        | 39,95 | 2.900                    | 0,96    | -    |       |
| Democrazia Cristiana per le Autonomie        | Leone Manti                     | 121.962                        | 39,95 | 2.698                    | 0,89    | -    |       |
| Porta del Sud                                | Leone Manti                     | 121.962                        | 39,95 | 1.854                    | 0,61    | -    |       |
| Partito Democratico Cristiano                | Leone Manti                     | 121.962                        | 39,95 | 742                      | 0,25    | -    |       |
| Fronte Nazionale - Forza Nuova               | Leone Manti                     | 121.962                        | 39,95 | 706                      | 0,23    | -    |       |
| Seggio al candidato presidente               | Seggio al candidato presidente  | Seggio al candidato presidente | 39,95 | 1                        |         |      |       |
|                                              | Giuliano Quattrone              | 4.843                          | 1,59  | Insieme per la Provincia | 4.530   | 1,50 | -     |
| Totale                                       | Totale                          | 305.309                        |       |                          | 302.342 |      | 30    |

### Sicilia

#### Provincia di Trapani
| Candidati                                  | Candidati                   | Voti    | %     | Liste                                        | Voti    | %     | Seggi |
| ------------------------------------------ | --------------------------- | ------- | ----- | -------------------------------------------- | ------- | ----- | ----- |
|                                            | Antonio D'Alì ✔️ Presidente | 127.511 | 55,57 | Unione dei Democratici Cristiani e di Centro | 38.893  | 17,28 | 6     |
| Forza Italia                               | Antonio D'Alì ✔️ Presidente | 127.511 | 55,57 | 35.099                                       | 15,59   | 6     |       |
| Movimento per l'Autonomia - Nuova Sicilia  | Antonio D'Alì ✔️ Presidente | 127.511 | 55,57 | 21.530                                       | 9,56    | 4     |       |
| Alleanza Nazionale                         | Antonio D'Alì ✔️ Presidente | 127.511 | 55,57 | 15.877                                       | 7,05    | 3     |       |
| Movimento Iniziativa Popolare - Nuovo PSI  | Antonio D'Alì ✔️ Presidente | 127.511 | 55,57 | 11.983                                       | 5,32    | 2     |       |
| Partito Repubblicano Italiano              | Antonio D'Alì ✔️ Presidente | 127.511 | 55,57 | 1.919                                        | 0,85    | -     |       |
|                                            | Massimo Grillo              | 101.969 | 44,43 | Democratici di Sinistra                      | 25.073  | 11,14 | 4     |
| La Margherita                              | Massimo Grillo              | 101.969 | 44,43 | 20.940                                       | 9,30    | 3     |       |
| Grillo Presidente                          | Massimo Grillo              | 101.969 | 44,43 | 15.645                                       | 6,95    | 2     |       |
| Riformisti Uniti - Socialisti Repubblicani | Massimo Grillo              | 101.969 | 44,43 | 12.987                                       | 5,77    | 2     |       |
| Popolari UDEUR                             | Massimo Grillo              | 101.969 | 44,43 | 9.129                                        | 4,06    | 1     |       |
| Uniti per la Provincia di Trapani          | Massimo Grillo              | 101.969 | 44,43 | 6.216                                        | 2,76    | 1     |       |
| Partito della Rifondazione Comunista       | Massimo Grillo              | 101.969 | 44,43 | 5.687                                        | 2,53    | 1     |       |
| Italia dei Valori                          | Massimo Grillo              | 101.969 | 44,43 | 3.526                                        | 1,57    | -     |       |
| Partito Pensionati                         | Massimo Grillo              | 101.969 | 44,43 | 611                                          | 0,27    | -     |       |
| Totale                                     | Totale                      | 229.480 |       |                                              | 225.115 |       | 35    |

Fonti:Candidati - Liste - Seggi ed eletti (pag. 9 pdf)